# 야생동물의 고통

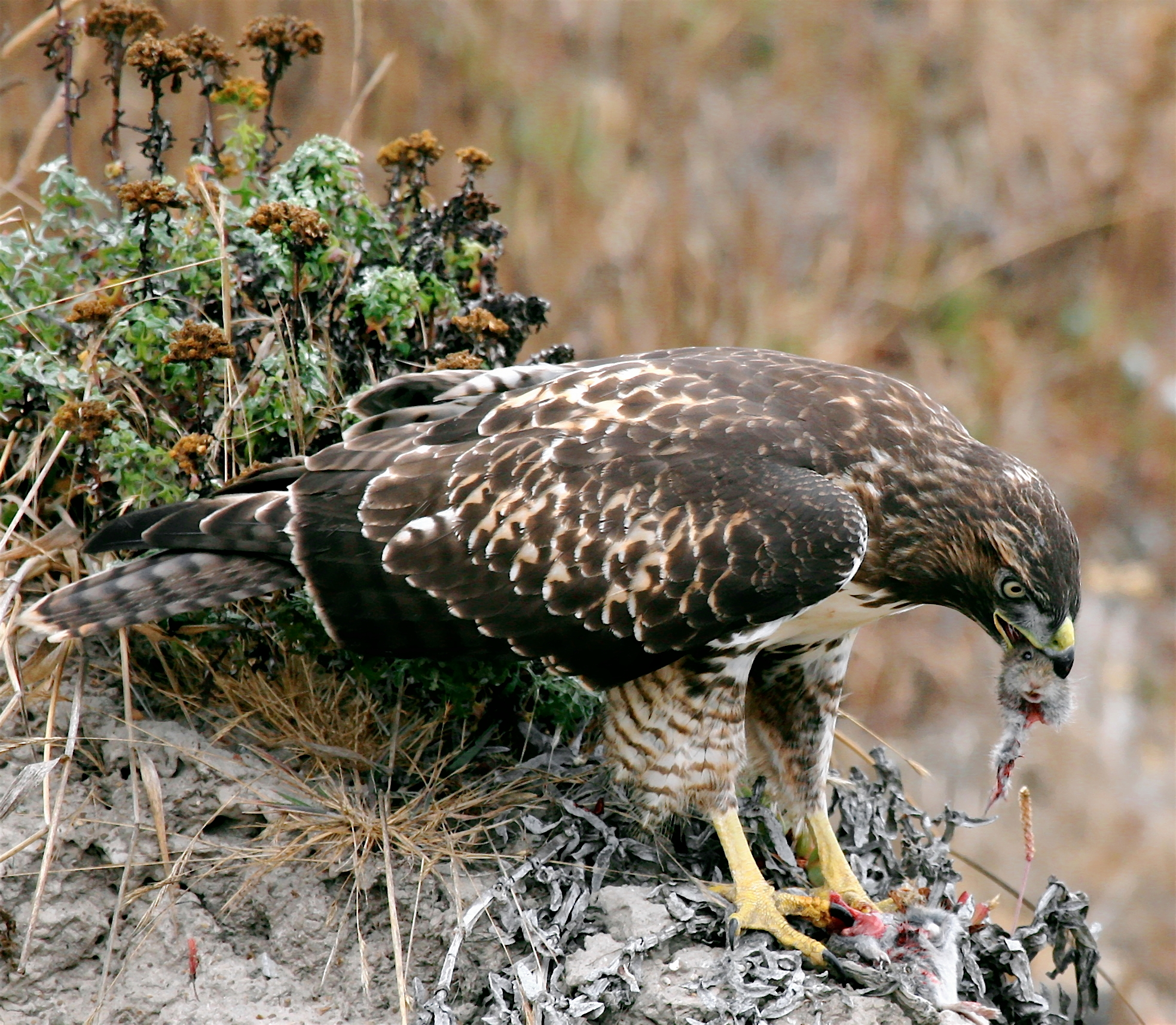
캘리포니아밭쥐를 먹는 어린 붉은꼬리말똥가리

야생동물의 고통은 질병, 외상, 기생, 기아, 영양실조, 탈수, 기상상태, 자연재해, 다른 동물에 의한 살해, 심리적 스트레스와 같은 자연적인 과정으로 인해 인간의 직접적인 통제를 벗어난 야생에서 사는 비인간 동물이 경험하는 고통이다. 일부 추정에 의하면 이러한 개별 동물들이 존재하는 동물의 대부분을 차지한다. 광범위한 자연적 고통은 다윈의 진화론의 불가피한 결과로 설명됐고, 적은 양의 부모 보살핌으로 많은 수의 자손을 생산하는 것을 선호하는 번식전략의 만연함과 그 중 소수만이 성숙할 때까지 살아남고 나머지는 고통스러운 방식으로 죽는다는 사실로 인해 일부사람들은 자연에서 고통이 행복을 지배한다고 주장한다.
역사적으로 이 주제는 종교철학의 맥락에서 악의 문제의 한 사례로 논의돼 왔다. 최근 19세기부터 많은 작가들이 이 주제를 세속적인 관점에서 인간이 예방할 수 있는 일반적인 도덕적 문제로 간주했다. 이러한 조취를 취하는 것에 대해선 상당한 의견 불일치가 있다. 많은 사람이 실용성, 개별 동물의 복지와 이익보다 생태적 보존을 더 중시하는 것, 동물권에 의해 암시되는 야생동물의 고통을 줄이는 모든 의무를 터무니없다고 생각하는 것, 자연을 행복이 널리 퍼져있는 낙원같은 장소로 보는 것 때문에인간이 자연에 개입해선 안 된다고 믿기 때문이다. 어떤 사람들은 이러한 개입이 인간의 오만함, 즉 신처럼 행동하는 것의 한 예라고 주장하며, 다른 이유로 인간의 개입이 의도치 않게 해를 끼친 사례를 인용한다. 동물권 작가를 포함한 다른 사람들은 인간은 야생동물에게 해를 끼쳐선 안 되나 인간은 자신이 경험하는 자연적 피해를 줄이기 위해 개입해선 안 된다고 주장하는 자유방임 입장의 변형을 옹호했다.
이러한 개입의 옹호자들은 동물의 권리와 복지 입장이 자연적 과정으로 인해 야생에서 고통받는 동물을 도울 의무를 의미한다고 주장한다. 어떤 사람들은 인간이 인간을 돕지 않는 것이 잘못된 일이라고 생각하는 상황에서 동물을 돕는 것을 거부하는 것은 종차별주의의 한 예라고 주장했다. 다른 사람들은 인간이 자신의 이익과 환경주의적 목표를 달성하기 위해 끊임없이 자연에 개입한다고 주장한다. 기존의 자연적 피해를 증가시키는 인간의 책임도 개입의 이유로 언급됐다. 일부 옹호자들은 인간이 이미 부상당하거나 아픈 동물에게 예방접종하고 치료하며, 화재 및 기타 자연재해에서 동물을 구조하고, 배고픈 동물에게 먹이를 주고, 목마른 동물에게 물을 제공하고, 고아가 된 동물을 돌보는 등 야생에서 동물을 돕는 데 성공했다고 주장한다. 그들은 또한 우리의 현재 이해수준으로는 대규모 개입이 불가능할 수 있으나 지식과 기술이 향상되면 미래에 가능해질 수 있다고 주장한다. 이러한 이유로 그들은 야생동물의 고통 문제에 대한 인식을 높이고, 인간이 이러한 상황에서 고통받는 동물을 도와야한다는 생각을 퍼뜨리고, 더 큰 피해를 입히지 않으면서 이러한 개체들의 고통을 줄이기 위해 앞으로 취할 수 있는 효과적인 조피에 대한 연구를 장려하는 것이 중요하다고 주장한다.

## 자연에서의 고통의 정도

### 해악의 원천들

#### 질병

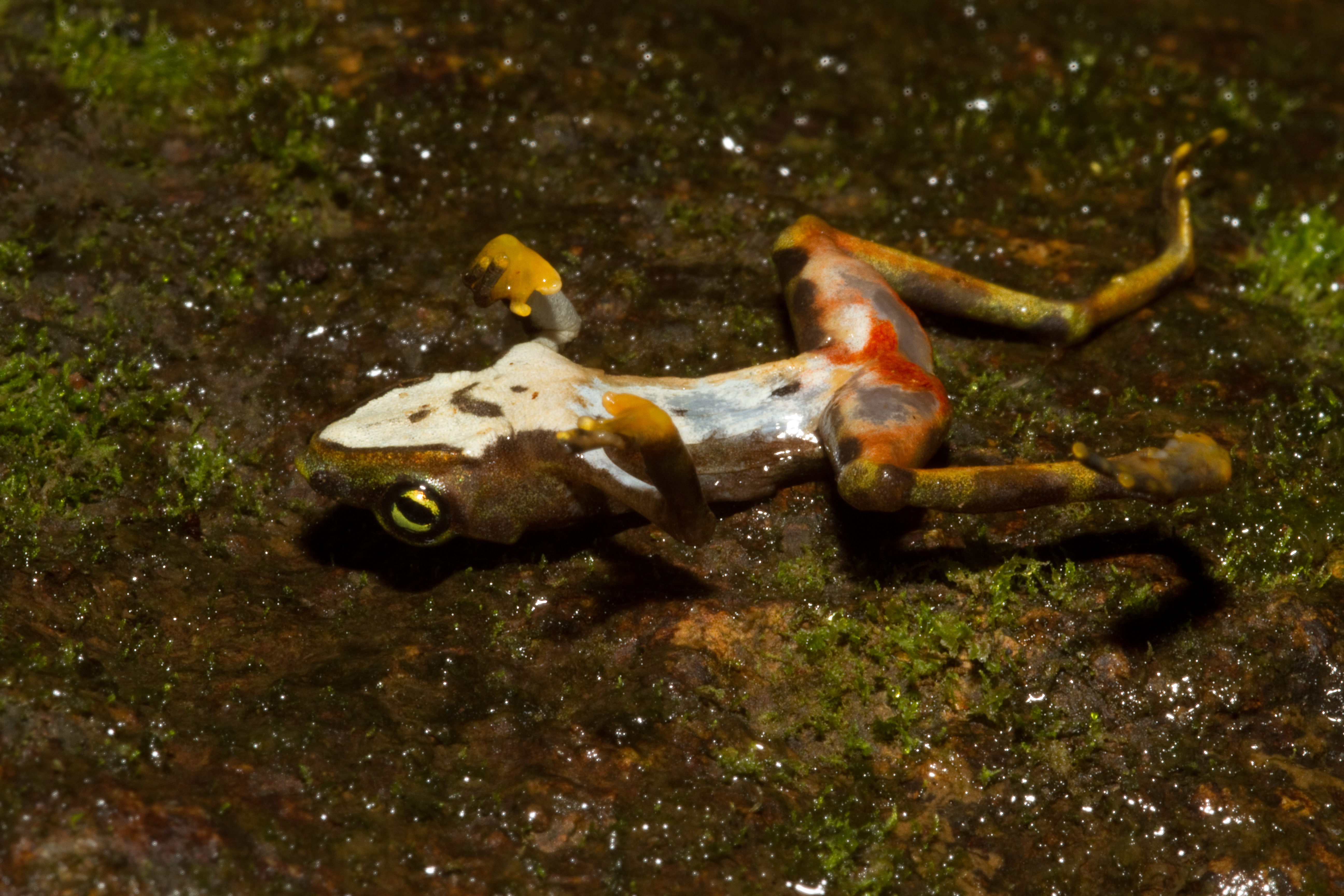
키트리디오미코시스 증상을 보이는 죽은 리모사 하레퀸 개구리.

야생동물은 인간의 감기와 독감과 유사하게 순환하는 질병, 그리고 인간의 전염병과 유사한 동물 전염병에 걸릴 수 있다. 동물 전염병은 과학 문헌에서 비교적 연구가 부족하다. 잘 연구된 예로는 엘크와 사슴의 만성 소모성 질병, 박쥐의 흰코 증후군, 태즈매니아 데빌의 데빌 안면 종양 질환, 조류의 뉴캐슬병이 있다. 다른 질병의 예로는 토끼의 점액종과 바이러스성 출혈성 질환, 사슴의 백선과 피부 섬유종, 양서류의 키트리디오미코시스가 있다. 기생충과 결합된 질병은 "며칠 또는 몇 주 동안 사망에 이르기까지 무기력함, 떨림, 궤양, 폐렴, 기아, 폭력적 행동 또는 기타 끔찍한 증상을 유발할 수 있다."
건강이 좋지 않으면 야생동물의 감염위험이 높아질 수 있고, 이는 동물의 건강을 저하시켜 감염위험을 더욱 증가시킨다. 최종 투자 가설은 감염으로 인해 일부 동물이 남은 제한된 자원을 새끼 수를 늘리는 데 집중할 수 있다고 주장한다.

#### 외상
야생동물은 포식, 종내 경쟁, 골절, 압착 부상, 눈 부상 및 날개 찢어짐을 일으킬 수 있는 사고, 자기 절단, 절지 동물의 일반적인 외상원인인 털갈이, 폭풍, 극심한 더위 또는 추운 날씨와 같은 극한의 기상상태, 자연재해와 같은 다양한 원인으로 외상을 당할 수 있다. 이러한 외상은 극도로 고통스러울 수 있으며, 부상당한 동물의 복지에 더욱 부정적인 영향을 미치는 행동으로 이어질 수 있다. 부상은 동물을 질병 및 기타 외상, 기생에 취약하게 만들 수 있다. 또한 영향받은 동물은 먹고 마시기가 더 어려워지고 포식자와 같은 종의 다른 구성원의 공격으로부터 벗어나기 위해 고군분투할 수 있다.

#### 기생

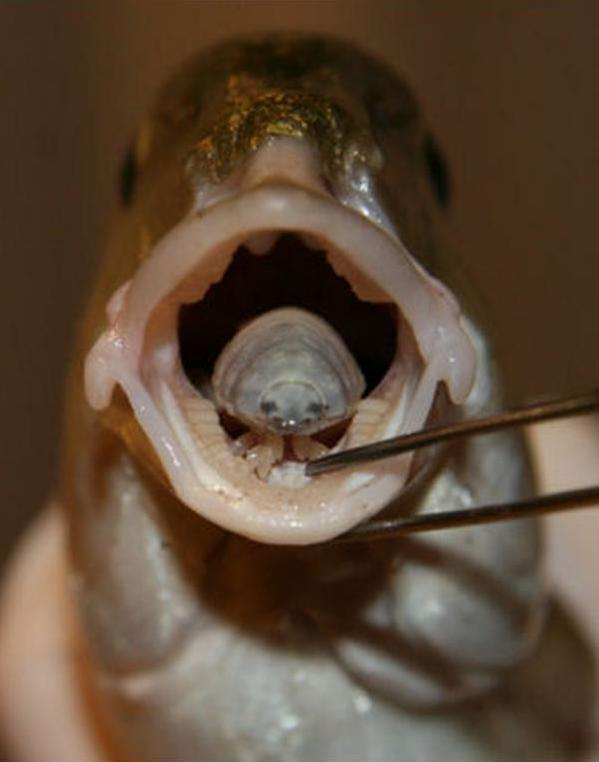
물고기혀먹는이는 물고기의 혀를 파괴하고 대체하는 기생충이다.

많은 야생동물, 특히 큰 동물은 적어도 하나의 기생충에 감염된 것으로 밝혀졌다. 기생충은 숙주의 자원을 자신에게 돌리고, 숙주의 조직을 파괴하고, 숙주의 포식에 대한 취약성을 증가시킴으로써 숙주의 안녕에 부정적인 영향을 미칠 수 있다. 그 결과 기생충은 숙주의 이동, 번식 및 생존을 감소시킬 수 있다. 기생충은 숙주의 표현형을 변경할 수 있다. Ribeiroia ondatrae로 인한 양서류의 사지 기형이 한 예이다. 일부 기생충은 숙주의 인지기능을 조작하는 능력이 있다. 예를 들어, 수생환경에서 번식하기 위해 물속에서 익사하도록 지시하여 귀뚜라미가 자살하게 만드는 벌레와 도파민이 함유된 분비물을 사용하여 개미를 조종해 애벌레를 기생충으로부터 보호하는 경호원 역할을 하게끔 하는 애벌레가 있다. 기생충이 숙주의 죽음을 직접 유발하는 경우는 드물며, 오히려 다른 수단을 통해 숙주의 죽음 가능성을 증가시킬 수 있다. 한 메타연구에 의하면 기생충에 영향받은 동물의 사망률은 영향받지 않은 동물보다 2.65배 더 높은 것으로 나타났다.
기생충과 달리 포식기생충―벌레, 말벌, 딱정벌레, 파리 종 포함―은 일반적으로 다른 무척추동물인 숙주를 죽인다. 포식기생충은 특정 종 하나를 공격하는 데 특화돼있다. 포식기생충은 숙주를 감염시키기 위해 다양한 방법을 사용한다. 숙주가 자주 방문하는 식물에 알을 낳거나, 숙주의 알 혹은 새끼 위에 혹은 가까이에 알을 낳거나, 성숙한 숙주를 마비시킨 다음 숙주 근처나 위에 알을 낳는다. 포식기생충의 유충은 숙주의 내부 장기와 체액을 섭취해 자란다. 결국 장기가 기능을 멈추거나 체액을 모두 잃으면 숙주가 죽게된다. 초기생은 여러 다른 기생충 종이 동시에 같은 숙주를 감염시키는 현상이다. 기생벌은 다른 종들보다 가장 많은 종을 가지고 있다고 기술돼있다.

#### 기아와 영양실조
기아와 영양실조는 특히 젊은, 노령인, 병든, 허약한 동물에게 영향을 미치며 외상, 질병, 나쁜 치아 및 환경 조건으로 인해 발생할 수 있고, 특히 겨울은 위험 증가와 관련있다. 식량가용성이 야생동물 개체수를 제한하기에 엄청난 수의 개체가 기아로 인해 죽는다는 주장이 있다. 이러한 사망은 장기간 지속되고 동물의 신체기능이 중단되면서 극심한 고통을 겪는 것으로 설명된다. 부화한 지 며칠 이내에 어류 유생은 유체역학적 기아를 겪을 수 있고, 이는 환경의 유체 움직임으로 인해 먹이를 먹는 능력이 제한되기 때문이다. 이로 인해 사망률이 99%를 넘을 수 있다.

#### 탈수
탈수는 야생동물의 높은 사망률과 관련있다. 가뭄은 많은 개체군의 동물이 갈증으로 죽게 할 수 있다. 갈증은 또한 동물이 먹이가 될 위험을 증가시킬 수 있다. 그들은 이를 피하기 위해 안전한 공간에 숨어있을 수 있다. 그러나 물이 필요하면 결국 이 공간을 떠나야할 수도 있다. 약해진 상태이기에 포식동물의 표적이 되기 쉽다. 숨어있는 동물은 탈수로 인해 움직일 수 없으며 결국 갈증으로 죽을 수 있다. 탈수와 굶주림이 합쳐지면 탈수 과정이 가속될 수 있다. 키트리디오미코시스와 같은 질병도 탈수 위험을 증가시킬 수 있다.

#### 기상상태들

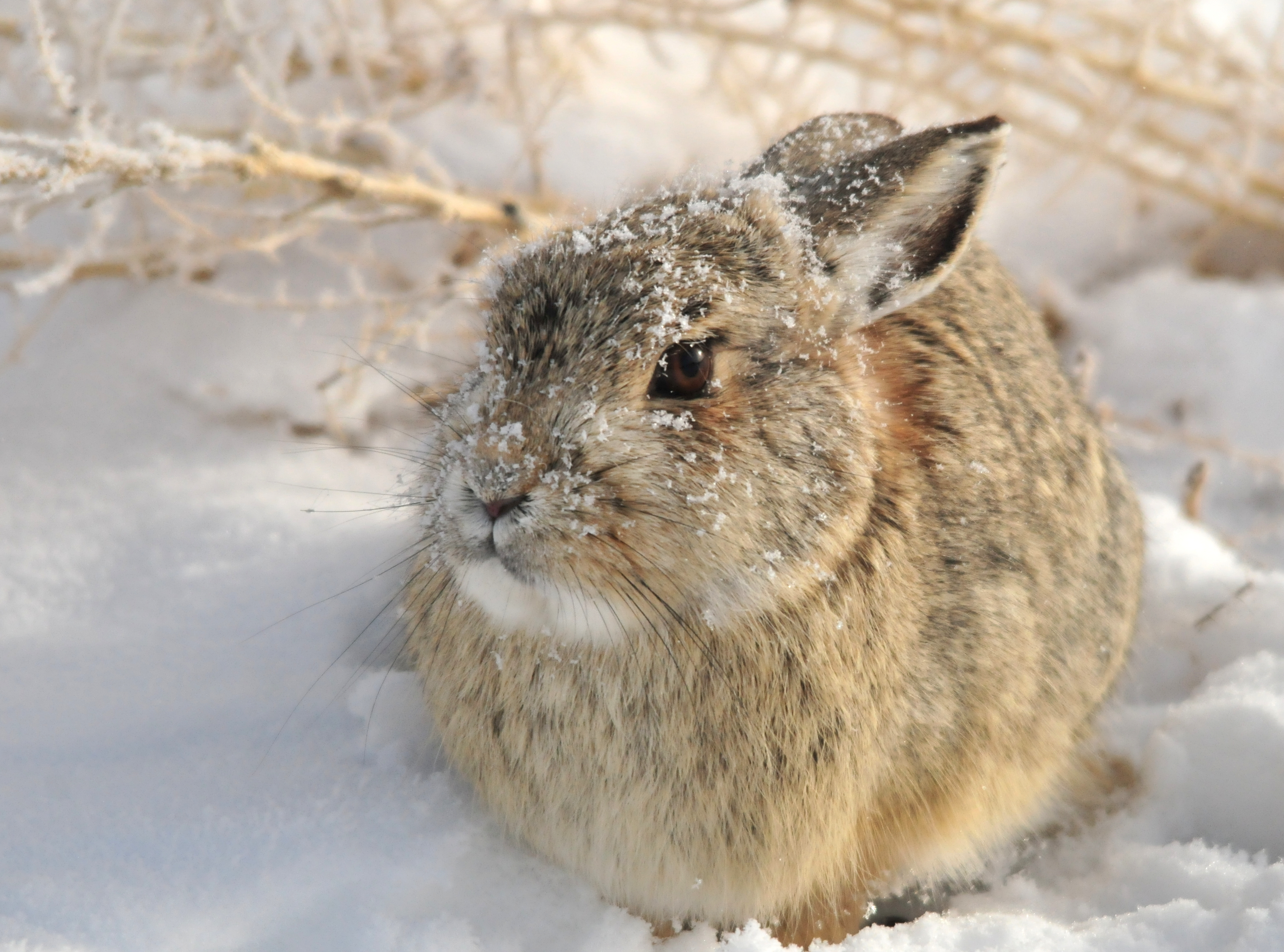
눈 속의 산솜꼬리토끼. 이 토끼들의 약 60%가 겨울동안 죽는다.

날씨는 야생동물의 건강과 생존에 큰 영향을 미친다. 폭설, 홍수, 가뭄과 같은 기상현상은 동물에게 직접적 피해를 줄 수 있고 기아와 질병과 같은 다른 형태의 고통의 위험을 증가시켜 간접적으로 동물에게 피해를 끼칠 수 있다. 극한기후는 서식지를 파괴하고 동물을 직접 죽임으로써 동물의 죽음을 초래할 수 있다. 우박 폭풍은 수천마리의 새를 죽이는 것으로 알려져있다. 특정 기상상태들은 여러 세대에 걸친 많은 수의 개체들을 유지할 수 있다. 이러한 조건은 생존에 도움이 되나 여전히 동물에게 고통을 줄 수 있다. 습도 또는 그 부족은 개별 동물의 필요에 따라 유익하거나 해로울 수 있다.
많은 수의 동물(특히 양서류, 파충류, 어류 및 무척추동물과 같은 냉혈동물)이 기혼 변화로 인해 죽을 수 있으며, 어린 동물이 특히 취약하다. 기온은 일년 중 일부 기간에는 문제가 되지 않을 수 있으나, 특히 더운 여름이나 추운 겨울에는 문제가 될 수 있다. 극심한 더위와 강수량 부족은 질병에 대한 취약성을 높이고 곤충과 다른 동물이 의존하는 식물이 말라죽게 하여 고통과 사망률 증가와 관련있다. 이러한 건조는 또한 은신처로서 식물에 의존하는 동물을 포식당하기 쉽게 만들 수 있다. 호흡하고 시원함을 유지하기 위해 습기에 의존하는 양서류는 수원이 마르면 죽을 수 있다. 더운 기온은 물고기가 호흡하기 어렵게 만들어 죽게 할 수 있다. 기후변화와 관련된 온난화 및 건조로 인해 이용가능 수원의 감소 및 열 스트레스로 특정 서식지가 일부 동물에게 견딜 수 없게 되고 있다. 대량 폐사는 낮은 기온, 식량 부족, 개구리와 같은 동물이 사는 수역이 얼어붙는 것 등의 이유로 특히 겨울 날씨와 관련있다. 꼬리토끼에 관한 연구에 의하면, 꼬리토끼 중 32%만이 겨울을 살아남는 것으로 나타났다. 겨울철 환경상태의 변동도 사망률 증가와 관련있다.

#### 자연재해들
화재, 화산 폭발, 지진, 쓰나미, 허리케인, 폭풍, 홍수 및 기타 자연재해는 야생동물에게 광범위한 단기 및 장기적 피해의 원천이며, 사망, 외상, 질병 및 영양실조를 유발하고 식품 및 수원을 오염시켜 중독을 일으킨다. 이러한 재해는 또한 개별 동물의 물리적 환경을 해로운 방식으로 변경할 수 있다. 화재 및 대규모 화산폭발은 날씨에 영향을 미칠 수 있으며 해양동물은 수온 및 염도에 영향을 미치는 재해로 인해 죽을 수 있다.

#### 다른 동물들에 의한 살해

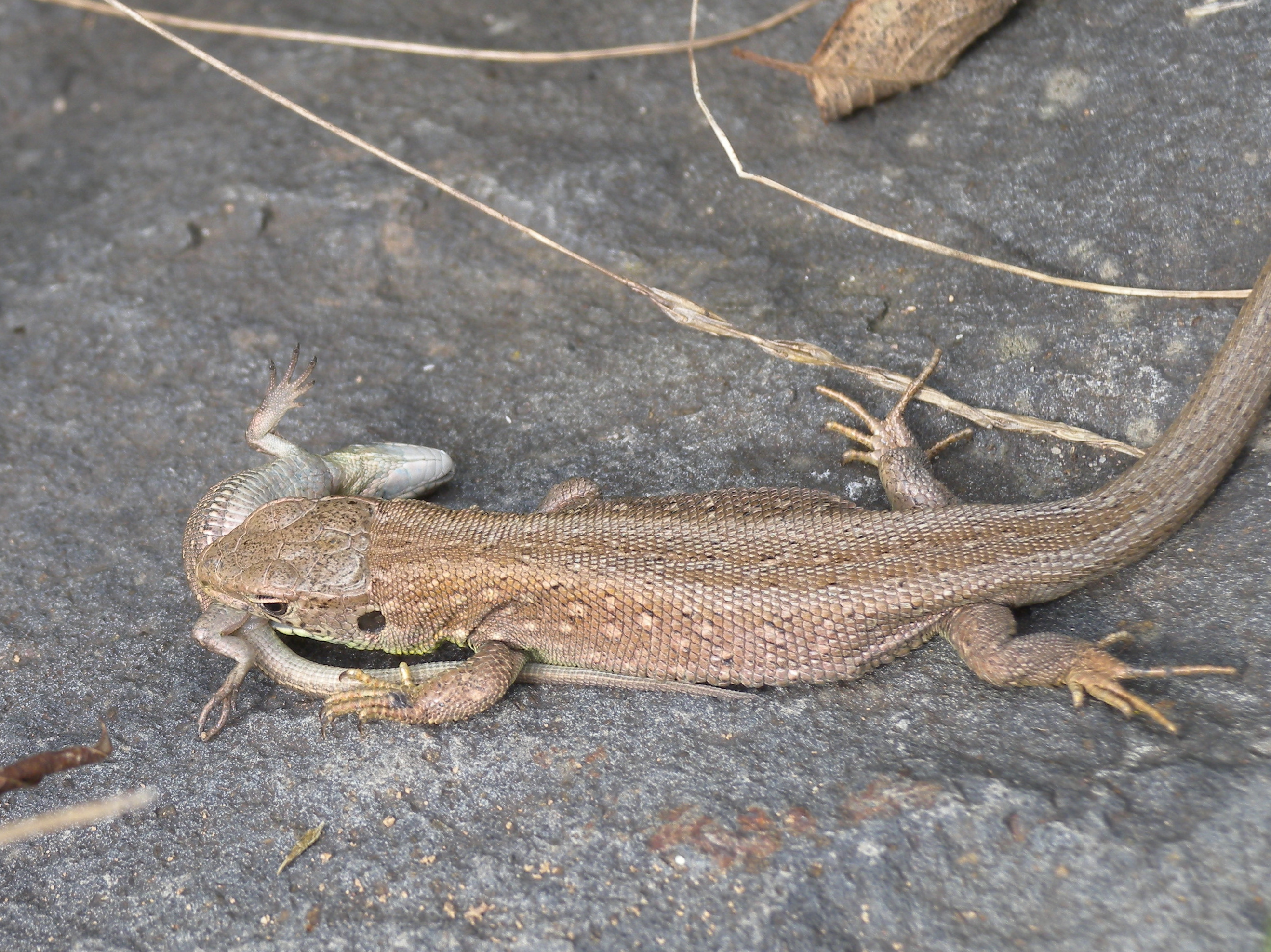
모래장지뱀의 동족포식

포식은 한 동물이 다른 동물을 잡아 그 몸의 일부 또는 전부를 먹는 행위로 설명돼왔다. 도덕 철학자 제프 맥마한은 "동물이 사는 곳이라면 포식자들이 먹이를 접근하고, 쫓고, 잡고, 죽이고, 먹어치운다. 괴로운 고통과 폭력적인 죽음은 어디에나 있고 계속된다"고 주장한다. 포식당한 동물은 다양한 방식으로 죽으며, 죽는 데 걸리는 시간은 포식동물이 죽이는 데 사용하는 방법에 따라 길어질 수 있다. 일부 동물은 살아있는 채로 삼켜지고 소화된다. 다른 포식당한 동물은 먹히기 전에 독으로 마비된다. 독은 또한 동물을 소화하기 시작하는 데 사용될 수 있다.
동물은 영역 분쟁, 배우자 및 사회적 지위에 대한 경쟁, 동족포식, 유아살해 및 형제살해로 인해 같은 종의 구성원에 의해 살해될 수 있다.

#### 심리적 스트레스
야생동물이 가축보다 더 행복해 보이지 않는다는 주장이 제기됐는데, 이는 이들 개체가 가축에 비해 코르티솔 수치가 더 높고 스트레스 반응이 더 심하다는 연구 결과에 근거했다. 또한 가축과 달리 야생동물은 인간 보호자가 그들의 필요를 충족시켜주지 않기 때문이다. 이들 개체의 스트레스 요인에는 질병과 감염, 포식 회피, 영양 스트레스, 사회적 상호작용이 포함된다. 이러한 스트레스 요인은 태어나기 전에 시작돼 개체가 발달함에 따라 계속될 수 있다.
공포의 생태학으로 알려진 체계는 포식동물에 대한 공포가 포식하는 개체에게 미칠 수 있는 심리적 영향, 즉 행동을 변화시키고 생존 가능성을 감소시키는 영향을 개념화한다. 포식자에 대한 공포를 유발하는 상호작용은 야생동물의 행동에 지속적인 영향을 미치고 뇌에서 PTSD와 유사한 변화를 일으킬 수 있다. 이러한 상호작용은 또한 코르티솔과 같은 스트레스 호르몬의 급증을 일으킬 수 있으며, 이는 개체의 사망과 자손의 위험을 증가시킬 수 있다.

### 영향받는 개체들의 수

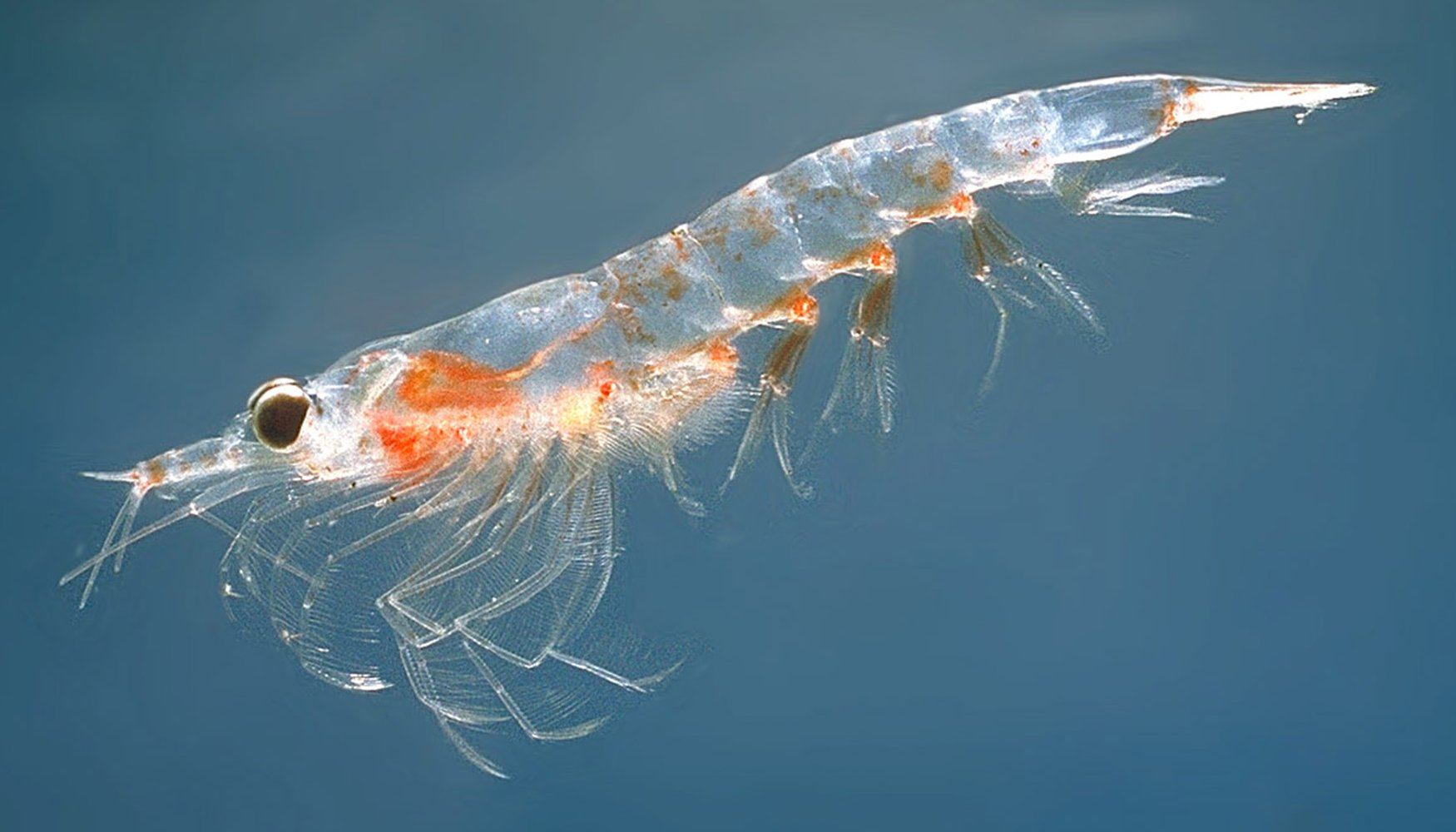
이 북방 크릴과 같은 해양 절지동물은 개별 야생 동물들의 가장 큰 군으로 추정된다.

야생에서의 개별 동물의 수는 과학 문헌에서 비교적 탐구되지 않았으며 추정치는 상당히 다양하다. 2018년에 수행된 분석에 따르면 (야생 포유류 제외) 물고기가 1015 마리, 야생 조류가 1011 마리, 육상 절지동물이 1018마리, 해양 절지동물이 1020마리, 환형동물이 1018마리, 연체동물이 1018마리, 자포동물이 1016마리로 총 야생동물이 1021마리이다. 영국에는 야생 조류보다 야생 포유류가 2.25배 더 많은 것으로 추정되나, 이 추정치의 저자는 이 계산이 다른 대륙의 개별 야생 포유류 수에 적용되면 심각하게 과소평과될 가능성이 있다고 주장한다. 2022년 연구에 따르면 전 세게에 20조 마리의 개별 개미가 있다고 추정된다.
이러한 추정치 중 일부를 바탕으로 매년 인간이 식량으로 죽이는 동물의 수보다 야생 동물 개체수가 훨씬 더 많다는 주장이 제기됐다. 야생 개체가 존재하는 모든 지각있는 존재의 99% 이상을 차지한다.

### 자연선택
박물학자이자 생물학자인 찰스 다윈은 자서전에서 자연에 존재하는 광범위한 고통이 자연선택의 작용과 완전히 양립할 수 있음을 인정했으나, 쾌락이 유기체의 적합도 증가 행동의 주요 동인이라고 주장했다. 진화생물학자인 리처드 도킨스는 그의 책 에덴의 강에서 다윈의 주장에 이의를 제기하며 야생동물의 고통은 다음과 같은 진화적 메커니즘의 상호 작용으로 인해 광범위해야한다고 주장했다.
- 이기적 유전자 - DNA가 전달되는 한 유전자는 개별 유기체의 복지에 전혀 무관심하다.
- 생존을 위한 투쟁 - 제한된 자원을 놓고 벌어지는 경쟁의 결과로 대부분의 유기체는 유전자를 전달하기 전에 죽게 된다.
- 맬서스적 견제 - 주어진 생태계 내에서 풍요로운 기간조차도 결국에는 인구과잉과 그에 따른 인구 폭락으로 이어진다.

이를 통해 도킨스는 자연세계는 다윈의 진화론의 불가피한 결과로서 엄청난 양의 동물의 고통을 반드시 포함하고 있어야한다는 결론을 내린다. 이를 설명하기 위해 그는 다음과 같이 썼다.
자연세계에서 1년에 겪는 고통의 총량은 모든 적절한 생각을 넘어선다. 내가 이 문장을 쓰는 데 걸리는 1분 동안, 수천마리의 동물이 산 채로 잡아먹히고, 많은 동물이 두려움에 칭얼거리며 목숨을 건지고, 다른 동물들은 천천히 쉰 목소리로 울부짖으며 내부에서 삼켜지고, 모든 종류의 수천 마리가 굶주림, 갈증, 질병으로 죽어가고 있다. 반드시 그럴 것이다. 만약 풍요로운 시기가 온다면, 바로 이 사실이 자동적으로 인구 증가로 이어질 것이고, 결국 굶주림과 비참함의 자연스런 상태가 회복될 것이다.

### 번식전략들과 개체군동태

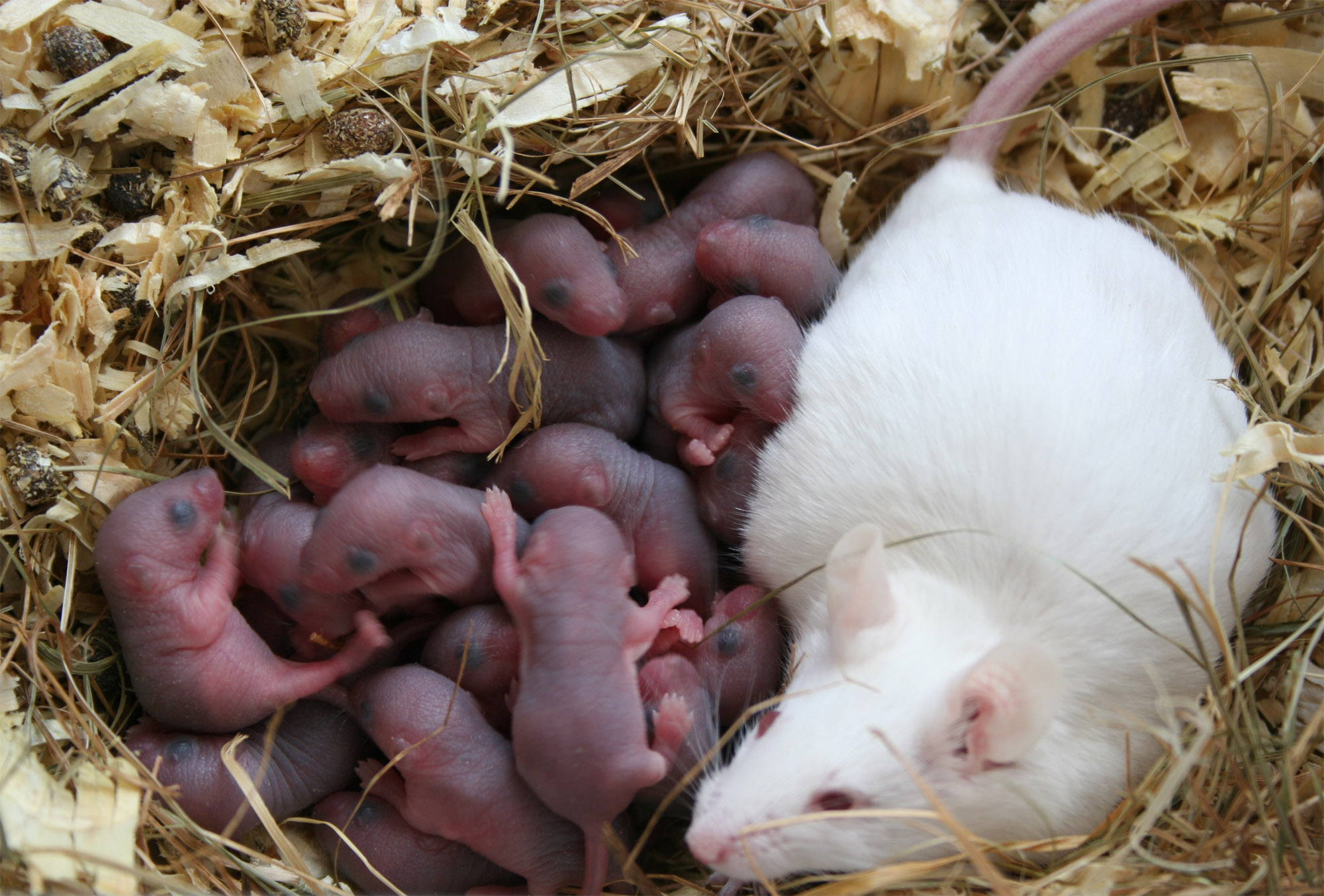
어미 쥐와 함께 있는 쥐 한 무리. 쥐의 번식은 r-선택 전략을 따르며, 많은 자손, 짧은 임신 기간, 적은 부모의 보살핌, 짧은 성적 성숙까지 걸리는 시간을 갖는다.

일부 작가들은 야생에서 r-선택 동물의 유행, 즉 부모의 보살핌을 거의 받지 않고 많은 수의 새끼를 낳으며 안정적인 개체군에서 소수만이 성인이 될때까지 살아남는다는 사실은 이러한 개체의 평균 수명이 매우 짧을 가능성이 높으며 고통스런 죽음으로 끝날 것임을 나타낸다고 주장했다. 병리학자 케이스 심슨은 이를 다음과 같이 설명했다.
야생에서 과잉 개체 수는 드물다. 바다에는 태양고기가 붐비지 않고, 연못에는 두꺼비가 넘쳐나지 않으며, 코끼리는 땅 위에 어깨를 나란히 서 있지 않다. 몇 가지 예외를 제외하면 동물 개체 수는 놀라울 정도로 안정적이다. 평균적으로 각 쌍의 새끼 중에서 부모가 죽을 때 대체할 수 있을 만큼만 살아남는다. 잉여 새끼는 죽고, 출산율은 사망률과 균형을 이룬다. 산란어와 알을 낳는 동물의 경우, 일부 새끼는 부화하기 전에 죽임을 당한다. 모든 찌르레기 알의 거의 절반은 어치가 가져가나, 그래도 각 쌍은 보통 약 4마리의 새끼를 날릴 수 있다. 그러나 여름이 끝날 무렵에는 평균 2마리 이하의 새끼가 살아있다. 한 부모가 겨울 동안 죽거나 살해될 가능성이 높기에 새끼 중 한 마리만 살아남아 다음 여름에 번식한다. 새끼의 높은 사망률은 높은 번식력의 불가피한 결과이다. 태양고기 한 쌍이 낳은 수백만 마리의 새끼 중에서 굶주림, 질병 또는 포식자를 피하는 것은 한두 마리에 불과하다. 웨일즈의 스코홀름 섬에 사는 집쥐 새끼의 절반은 젖을 떼기 전에 죽는다. 대형 포유류에서도 새끼의 삶은 비참할 정도로 짧고 대량 살육이 이루어진다. 송아지 낳는 계절에는 젖고 허약하며 어리둥절한 많은 어린 영양이 어미의 배에서 나온 지 몇 분 만에 자칼, 하이에나, 사자에 붙잡혀 찢어진다. 4마리 중 3마리는 6개월 이내에 격렬하게 죽는다.

이 관점에 의하면 야생에서 대부분의 동물의 삶은 행복보다 고통스럴 가능성이 높다. 왜냐하면 고통스러운 죽음이 짧은 삶에서 경험하는 짧은 행복의 순간보다 더 엄중하기 때문이다. 복지 경제학자 응유광은 진화역학이 주어진 개체군 균형에 필요한 것보다 더 나쁜 복지 결과로 이어질 수 있다고 주장한다. 응유광과 Zach Groff가 쓴 2019년 후속 논문은 응유광의 원래 논문의 결론에 이의를 제기하며, 후속 분석에서 응유광의 모델에 오류가 있어 자연에서 즐거움보다 고통이 더 많은지 여부에 대한 모호함이 발생한다고 주장한다. 이 논문은 번식실패율이 종의 추가적 특성에 따라 평균 복지를 향상시키거나 저하시킬 수 있다고 결론 내리고, 더 강렬한 의식적 경험을 하는 유기체의 경우 즐거움과 고통의 균형이 고통으로 더 기울어질 수 있음을 암시한다.

## 야생동물들에 대한 염려의 역사

### 종교적 관점들

#### 기독교

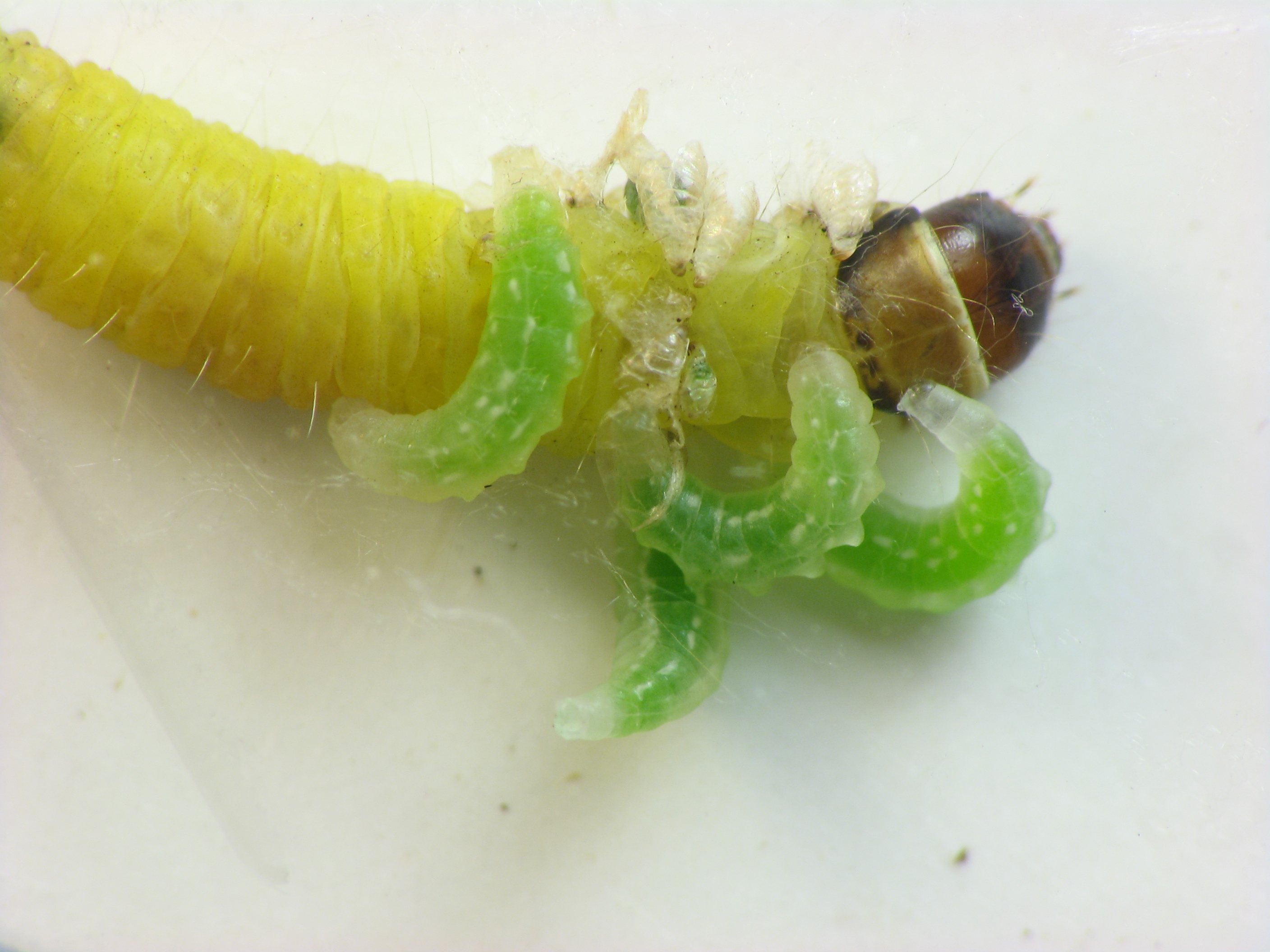
찰스 다윈은 애벌레의 살아있는 몸 안에서 먹는 맵시벌과를 악의 문제에 대한 하나의 예로 언급했다.

2세기 교부들, 특히 리옹의 이레네우스와 안티옥의 테오필루스는 동물들이 원래 평화로운 초식동물로 창조됐으나 인간의 죄와 타락의 결과로 육식동물이 됐다고 주장했다. 그들은 미래에 신이 이 조화를 회복하여 동물들을 원래의 식단으로 되돌릴 것이라고 믿었다. 이레네우스는 이사야의 예언을 문자 그대로 해석해 회복된 창조에서 사자가 다시 초식동물이 될 것으로 기대했다. 테오필루스는 이 견해를 반영해 어떤 동물도 사악하거나 폭력적으로 창조되지 않았으나 죄가 그들의 본성을 타락시켰다고 말했다.
자연에서 고통이 흔하다는 생각은 역사적으로 악의 문제에 관여했던 여러 작가들에 의해 관찰됐다. 이탈리아의 박식가 레오나르도 다빈치는 그의 수첩(1487년에서 1505년 사이에 쓰여짐)에서 포식과 번식으로 인해 야생에서 동물들이 겪는 고통을 설명하면서 "자연은 왜 한 동물이 다른 동물의 죽음으로 살 수 없도록 정해놓지 않았을까?"라고 의문을 제기했다. 철학자 데이비드 흄은 그의 사후인 1779년 저서 자연종교에 관한 대화에서 동물들이 서로에게 가하는 적대감과 피해자들이 겪는 심리적 영향을 설명하면서 "강자는 약자를 먹이로 삼고, 그들을 끊임없는 공포와 불안 속에 가둔다"고 관찰했다.
1802년 출판된 자연신학에서 기독교 철학자 윌리엄 페일리는 야생동물은 폭력, 부패, 질병, 굶주림, 영양실조로 인해 죽고 고통과 비참한 상태에서 살아간다고 주장했다. 그들은 동료 동물의 도움을 받지 못하고 고통받는다. 그는 이것을 인간에 비유했다. 인간은 동료 인간의 고통을 덜어줄 수 없을 때조차도 최소한 그들에게 필수품을 제공한다. 페일리는 또한 자신의 책의 독자와 대화하면서 이러한 관찰을 바탕으로 "당신은 현재의 추적 및 포식 시스템을 바꿀 것인가?"라고 물었다. 또한 그는 "동물이 서로를 잡아먹는다는 주제는 신의 작품에서 유용성의 특성에 의문을 제기할 수 있는 유일한 사례는 아니더라도 주요 사례"라고 주장했다. 그는 포식이 생존할 수 있는 것보다 더 많은 자손을 가능한 한 낳는 동물의 과잉 생산 문제에 대한 해결책이라고 주장해 포식이 신의 설계의 일부라고 옹호했다. 페일리는 또한 독이 유독 동물이 자신이 포식하는 동물을 죽이는 자비로운 방법이라고 주장했다.
악의 문제는 진화의 맥락에서의 동물의 고통을 포함하도록 확장됐다. 1800년에 출판된 Phytologia, or the Philosophy of Agriculture and Gardening에서 의사이자 찰스 다윈의 할아버지인 에라스무스 다윈은 "더 낮은" 동물이 "더 높은" 동물을 먹는 것을 허락한 신의 선함을 입증하고자 했다. 그는 "유기 물질이 덜 민감하고 덜 민감한 상태에서 취해져 더 큰 감각으로 전환됨에 따라 계에 더 즐거운 감각이 존재한다"고 주장했다. 그는 이 과정이 지각있는 존재에게 가장 큰 행복을 보장한다고 말했다. 1894년 이에 대한 응답으로 글을 쓴 언어학자이자 동물권의 초기 옹호자인 에드워드 페이슨 에반스는 동물들 간의 적대감을 순전히 "보편적 존재 투쟁"의 맥락 내에서 일어나는 사건으로 간주하는 진화론은 이런 종류의 신정론을 무시하고 "창조의 본성과 작용에서 창조주의 도덕적 성격을 추론하려는 목적론적 시도"를 종식시켰다고 주장했다.
1856년 조지프 돌턴 후커에게 보낸 편지에서 찰스 다윈은 자연의 잔인함과 낭비성에 대해 비꼬는 어조로 언급하면서 이를 "악마의 사제"가 쓸만한 내용이라고 묘사했다. 1860년에 아사 그레이에게 보낸 편지에서 다윈은 전지전능하고 자비로운 신과 기생성 말벌과인 맵시벌과의 의도적 존재를 조화시킬 수 없다고 주장했다. 이 말벌의 유충은 애벌레의 살아있는 몸을 내부적으로 섭취한다. 1887년에 출판된 자서전에서 다윈은 신의 자비가 제한됐다는 생각에 반감을 느꼈으며 "거의 끝없는 시간동안 수많은 하등 동물들이 고통을 겪는 데 무슨 이점이 있겠는가?"라고 말했다.

#### 이슬람
이슬람 철학과 신학에는 동물의 고통에 대한 다양한 해결책이 제시돼왔다. 시아파 신학자들이 제안한 이 문제를 해결하기 위한 한가지 해결책은 두 가지 조건이 함께 동물의 고통을 정당화할 수 있다고 주장한다. (1) 동물의 고통에 대한 몇 가지 기본적인 이점, 예를 들어 동물 간의 용기와 동정심을 강화하는 것, (2) 사후 동물의 고통을 보상하는 것이다. 이 신정론에 따르면 동물의 고통에 대한 정당화는 그러한 경험에서 얻는 특정 이점이 있는 데 존재한다. 또한 이 이론은 동물이 겪은 고통이 심판의 날에 보상될 것이라고 가정한다. 그날 동물은 이전의 고통에 대한 보상의 한 형태로 천상의 축복을 얻어 전반적인 동물의 고통을 도덕적으로 정당화한다. 이 신정론은 동물의 내세 개념을 수용한다.

#### 동방 종교들
철학자 올레 마틴 모엔은 서양과 유대기독교의 관점과는 달리 자이나교, 불교, 힌두교와 같은 동양 종교는 "모두 자연세계가 고통으로 가득 차 있고, 고통은 그것을 겪는 모든 생명에게 나쁘며, 우리의 궁극적인 목표는 고통을 종식시키는 것이라고 믿는다"고 주장한다.

##### 불교
불교 교리에서 동물로 환생하는 것은 인간과 자연 과정으로 인해 동물이 겪는 다양한 형태의 고통 때문에 악으로 간주된다. 불자들은 또한 자연에서 동물이 겪는 고통을 고의 진실에 대한 증거로 간주할 수 있다. 불경인 앙굿따라 니까야는 야생동물의 삶을 "매우 잔인하고, 매우 가혹하고, 매우 고통스럽다"고 묘사한다.
제1천년기의 전반기에 쓰여진 인도 불경인 Saddharmasmṛtyupasthānasūtra는 물, 땅, 하늘에 사는 동물들이 겪는 고통의 다양한 형태를 분류하고 의식을 통해 고통에서 해방될 수 있는 특정 동물들에게 주의를 환기한다. 그것은 다음과 같이 말한다. "어떤 [동물]들은 포식, 위협, 구타, 추위, 더위, 악천후를 두려워하나, 가능하다면 떨림을 무시하고 잠시라도 부처, 다르마, 승가에 대한 신앙심을 일깨운다."
서기 700년경, 인도의 불교 승려이자 학자인 샨티데바는 그의 저서 Bodhisattvacaryāvatāra에서 다음과 같이 적었다.
그리고 허리를 굽힌 동물들이
서로의 먹이가 되는 두려움에서 해방되기를 바란다.

19세기 티베트 불교 승려인 파트룰 린포체는 바다에 있는 동물들이 포식과 그 안에 굴을 파고 살아있는 동물을 잡아먹는 기생충 때문에 "엄청난 고통"을 겪는다고 설명했다. 그는 또한 육지에 있는 동물들이 끊임없는 두려움과 죽고 죽임을 당하는 상태에 있다고 설명했다.
캘빈 베이커는 야생동물의 고통에 대한 불교의 관점이 상당한 윤리적 복잡성을 나타낸다고 주장한다. 전통적인 불교 관점에서, 환생의 순환(윤회)은 동물 복지를 우선시하기 어렵게한다. 왜냐하면 일시적인 고통을 완화하는 것은 윤회적 존재에 내재된 고통이라는 더 깊은 문제를 다루지 못하기 때문이다. 그러나 환생의 개념을 거부하는 자연적인 불교 관점에서 베이커는 모든 지각있는 존재가 불교 윤리가 강조하는 방식으로 고통을 경험하는 것은 아니기에 지각만으로는 도덕적 인내심을 갖기에 충분하지 않다고 주장한다. 나아가 그는 야생동물이 주로 부정적인 삶을 산다면 멸종이 비극적인 상실보다는 고통의 종식을 의미하기에 도덕적으로 더 바람직할 수 있다고 제안하며, 이는 기존의 보존주의적 접근방식에 도전한다.

##### 힌두교
힌두교 문학은 야생동물의 생명과 복지를 인간의 생명과 복지와 동등하게 여기는 것으로 묘사돼왔다. Morris와 Thornhill은 힌두교가 영적 발전과 비폭력을 통해 야생동물의 고통을 해결하기 위한 틀을 제공한다고 주장한다. 그들은 힌두교 신앙, 특히 아힘사와 도덕적 성장의 변형력이 인간의 신성함이 파탄잘리의 요가 수트라에 반영된 것처럼 적대적인 종들 사이에서도 평화로 이어질 수 있음을 시사하는 방식을 강조한다. 또한 그들은 육식동물이 포식없이 평화롭게 공존하는 바가바타 푸라나를 고통없는 자연에 대한 이상화된 비전으로 지적한다. Morris와 Thornhill에게 힌두교는 영적 발전이 비인위적인 고통을 완화하고 종교적 가치를 야생동물의 보호와 보살핌과 일치시킬 수 있다는 희망적인 관점을 제공한다.

### 18세기

#### 조르주루이 르클레르 드 뷔퐁 백작
1753년에 출판된 Histoire Naturelle에서 자연주의자 조르주루이 르클레르 드 뷔퐁 백작은 야생동물들이 겨울에 많은 궁핍을 겪는다고 설명하면서, 특히 발정기에 지친 사슴의 처지에 초점을 맞췄는데, 이는 피부 아래에서 기생충이 번식해 더욱 비참함을 더했다. 책의 후반부에서 그는 포식이 동물의 과잉을 막기 위해 필요하다고 설명했다. 이 동물들은 엄청난 수의 새끼를 낳는데, 이 새끼들은 죽이지 않으면 식량부족으로 번식력이 떨어지고 질병과 굶주림으로 죽게 된다. 뷔퐁은 "폭력적인 죽음도 자연적인 죽음만큼 필요한 듯하다. 둘 다 파괴와 혁신의 방식이다. 하나는 자연을 영원한 봄에 보존하는 역할을 하고, 다른 하나는 자연이 생산하는 것의 질서를 유지하고 각 종의 수를 제한한다"고 결론지었다.

#### 요한 고트프리트 헤르더
철학자이자 신학자인 요한 고트프리트 헤르더는 1784년과 1791년 사이에 출판된 'Ideen zur Philosphie der Geschichte der Menschheit에서 동물은 끊임없이 노력하는 상태로 존재하며 스스로의 생존을 위해 스스로를 부양하고 생명을 방어해야한다고 주장했다. 그는 자연이 서로 다른 본능 갖고 서로 반대되는 삶을 사는 다른 종에 속하는 동물들의 평형을 만들어 창조물 속에 평화를 보장한다고 주장했다.

### 19세기

#### 루이스 곰퍼츠

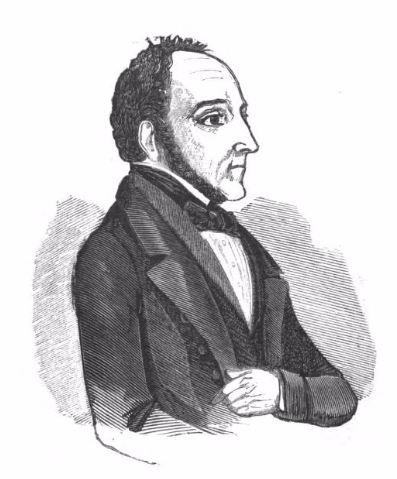
루이스 곰퍼츠는 인간과 동물이 자연상태에서는 비슷한 고통을 겪으며, 둘 다 도움을 받아야한다고 주장했다.

1824년, 초기 채식주의자이자 동물권 운동가였던 루이스 곰퍼츠는 인간과 지슴의 상황에 대한 도덕적 탐구를 출판했는데, 여기서 그는 동물에 대한 평등주의적 관점과 야생에서 고통받는 동물을 돕는 것을 옹호했다. 곰퍼츠는 인간과 동물은 자연상태에서 모두 비슷한 고통을 겪는다고 주장했다. 그는 다음과 같이 썼다.
둘 모두 거의 모든 악에 비참하게 시달리고, 이를 완화할 수단이 없으며, 적들이 몰려와 즉각적으로 굶어죽을지도 모른다는 끊임없는 우려 속에서 살고 있으며, 법이나 교육으로는 통제할 수 없고, 자신의 힘에 따라 행동하는 동료들의 복수심과 악의에 찬 감정으로 인해 끔찍한 상처를 입을지도 모른다는 우려 속에 살고 있으며, 날씨의 혹독함으로부터 적절히 보호받을 수 없고, 질병에 걸렸을 때 적절한 치료와 의학적 또는 외과적 지원이 없으며, 불, 촛불, (인간의 경우) 옷도 흔히 부족하고, 몇 가지를 제외하고는 오락이나 직업이 없으며, 그 중 주요한 것은 생존에 즉각적으로 필요하고, 그러한 것의 부족으로 인해 발생하는 모든 나쁜 결과에 시달릴 수밖에 없다.

곰퍼츠는 동물들이 야생에서 고통을 겪듯, 자연상태에서도 많은 즐거움을 경험할 수 있는 능력이 있기에 인간의 손에 더 많이 고통받는다고 주장했다. 게다가 그는 동물이 다른 동물을 먹는 상황에 직면하게 된다면 "이것이 아마도 틀렸을지라도" 공격당하는 동물을 돕기 위해 개입할 것이라고 주장했다. 1852년 저서 Fragments in Defence of Animals, and Essays on Morals, Soul, and Future State에서 곰퍼츠는 야생에서 동물들이 겪는 고통을 인간이 겪는 고통과 비교하며 다음과 같이 말했다. "동물들이 자연상태에서 겪는 고통만큼이나, 일반 인간의 지배를 받을 때 겪는 고통은 훨씬 더 큰 듯하다. 자연상태에서 어떤 고통이 마차 말이 끊임없이 겪는 고통과 같을 수 있겠는가?"

#### 염세주의 철학자들
철학자 자코모 레오파르디와 아르투어 쇼펜하우어는 야생에서 동물이 겪는 고통을 그들의 염세적 세계관을 뒷받침하는 증거로 인용했다. 레오파르디는 1824년 작품 Operette morali에서의 "자연과 아이슬란드인의 대화"에서 본질적인 가치가 있다는 것을 일축한 동물의 포식의 모습을 사용해 자연의 창조와 파괴의 순환을 상징했다. 1898년 사후에 출판된 그의 노트 Zibaldone di pensieri에서 레오파르디는 포식이 자연의 사악한 설계의 대표적인 예라고 주장했다. 1851년 쇼펜하우어는 자연 속에 존재하는 엄청난 양의 고통에 대해 논평하며 육식동물이 경험하는 쾌락과 그들이 잡아먹는 동물이 겪는 고통 사이의 불균형에 주의를 기울이며 다음과 같이 말했다. "세계의 쾌락이 고통보다 더 크다는 주장, 혹은 적어도 두 가지가 서로 균형을 이룬다는 주장을 간단히 시험해보고자 하는 이는 다른 동물을 잡아먹는 동물의 감정과 그 잡아먹히는 동물의 감정을 비교해야한다."

#### 존 스튜어트 밀
사후 1874년에 출간된 에세이 "자연"에서 공리주의 철학자 존 스튜어트 밀은 자연 속의 고통과 이에 맞서 싸우는 것의 필요성에 대해 썼다. 그는 다음과 같이 말했다.
냉정하게 말해, 사람들이 서로에게 행한 일로 교수형에 처해지거나 투옥되는 거의 모든 일은 자연의 일상적인 행위이다. ... 자연의 과정에 완벽함을 부여하는 문구는 시적 또는 헌신적인 감정의 과장으로 간주될 수밖에 없고, 냉정한 검토의 시험을 견디도록 의도된 것이 아니다. 종교적이든 비종교적이든, 자연의 해로운 작용이 전체적으로 볼 때 인간의 합리적인 산물이 일어나서 이에 맞서 싸우도록 부추기는 것 외에는 다른 방식으로 좋은 목적을 촉진한다고 믿는 이는 없다. ... 자연에서 자애로운 의도를 나타내는 것은 무엇이든 이 자애가 제한된 힘으로만 무장한다는 것을 입증한다. 그리고 인간의 의무는 자연의 과정을 모방하는 것이 아니라, 끊임없이 자연의 과정을 수정하려고 노력하고, 우리가 통제할 수 있는 부분을 정의와 선의 높은 기준에 더 가깝게 일치시킴으로써, 자애로운 힘과 협력하는 것이다.

#### 헨리 스티븐스 솔트
1892년 저서 동물의 권리: 사회적 진보와 관련하여 고려됨에서 작가이자 동물권 운동가인 헨리 스티븐스 솔트는 "야생동물의 사례"라는 책에서 야생동물의 처지에 대한 전체 장을 다루었다. 솔트는 동물권이 재산권에 의존해선 안 되며, 동정과 보호는 소유되지 않은 동물에게도 확대돼야한다고 썼다. 그는 또한 인간이 자기방어를 위해 야생동물을 죽이는 것은 정당화되나 불필요한 살해나 무해한 생물을 고문하는 것은 정당화되지 않는다고 주장했다.

### 20세기

#### J. 하워드 무어

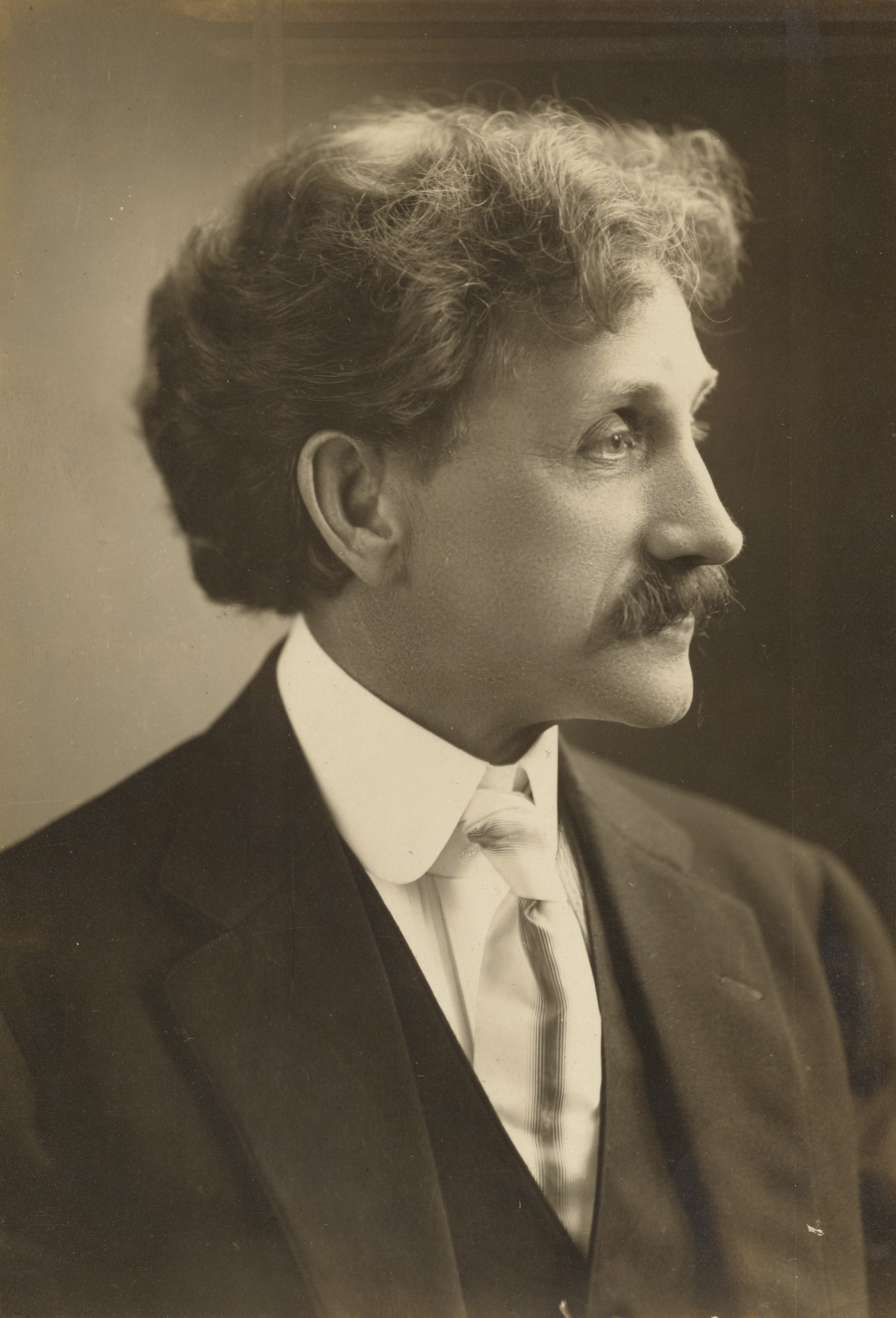
J. 하워드 무어는 충분히 동정심이 많은 인간이 기회만 주어진다면 야생에서 고통받는 동물들의 상황을 크게 개선할 수 있을지에 대해 추측했다.

1906년 저서 The Universal Kinship에서 동물학자이자 철학자인 J. 하워드 무어는 지각있는 존재의 이기심을 조사했는데, 그는 이를 다른 지각있는 존재의 착취로 이어지는 자연선택의 산물로 규정했다. 그는 이 현상을 의식있는 생명의 중요하고도 불행한 측면으로 묘사했다. 무어는 또한 평범한 인간이 세계 복지에 충분히 관심갖고 기회가 주어진다면 이 상황을 의미있게 개선할 수 있을지에 대해서도 추측했다.
1912년에 출간된 Ethics and Education에서 무어는 야생동물에 대한 인간의 개념을 비판했다. 그는 이렇게 썼다. "이러한 비인간적 존재들 중 다수는 언어, 외모, 관심사, 생활방식에서 인간과 너무나 동떨어져있어 '야생동물'에 불과하다. 물론 이러한 '야생적인 것들'은 인간의 눈에 아무런 권리도 없다." 책의 후반부에서 그는 그들을 인간과 같은 방식으로 고통을 겪고 즐기며 "자신만의 삶의 목적과 정당화"를 가진 독립적인 존재로 묘사했다.

#### 알렉산더 스커치
자연주의자이자 작가인 알렉산더 스커치는 1952년 기사 "우리는 무엇을 보호해야 하는가? 자유로운 삶을 대하는 윤리에 대한 생각"에서 인간이 야생에서 동물과의 관계를 고려할 때 따를 수 있는 다섯 가지 윤리 원칙을 탐구했다. 여기에는 인간의 이익만을 고려하는 원칙, 자유방임 또는 "불간섭주의" 원칙, 해를 끼치지 않는 아힘사 원칙, 우리와 가장 유사한 "고등 동물"을 선호하는 원칙,야생에서 동물이 인간과 공생하며 살 수 있고, 서로에게 이익을 제공하고, 이러한 조화를 방해하는 포식자와 같은 개체를 제거하는 "조화로운 연합" 원칙이 포함된다. 스커치는 자유방임, 아힘사, 조화로운 연합 접근방식을 결합하여 야생에서 인간과 동물 사이에 궁극적인 조화를 이루는 방법을 지지했다.

#### 동물 및 생태 윤리학자들의 관점들
1973년 도덕철학자 피터 싱어는 인간이 포식을 예방할 도덕적 의무가 있는지에 대한 질문에 답하여 이런 식으로 개입하면 장기적으로 더 많은 고통을 겪을 수 있으나 장기적인 결과가 긍정적이라면 조치를 지지하겠다고 주장했다. 1979년 동물권 철학자 스티븐 R. L. 클라크는 "야생동물의 권리"를 출판했는데, 여기서 그는 인간이 야생동물을 특히 큰 위험으로부터 보호해야하나 인간이 모든 관계를 규제할 의무는 없다고 주장했다. 그 다음해 환경윤리학자인 J. 베어드 캘리콧은 "동물해방: 삼각형 사건"을 출판했는데, 여기서 그는 동물해방 운동의 윤리적 토대들을 비교하며 그것이 벤담주의 원칙과 그가 환경윤리의 모델로 사용한 알도 레오폴드의 토지 윤리에 기반했다고 주장했다. 캘리콧은 야생동물의 고통 문제에 관해서는 두 가지 윤리적 입장 사이에 극복할 수 없는 차이가 존재한다는 결론을 내렸다.
동물권 철학자 스티브 F. 사폰치스는 1987년 저서인 도덕, 이성, 그리고 동물에서 반종차별주의 관점에서 인간은 전체적으로 더 큰 피해가 가해지지 않는 한 야생에서 고통받는 동물을 도와야 한다고 주장했다. 1991년 환경철학자 아르네 네스는 자연에서의 고통에 대해 무관심한 현대적, 역사적 태도를 "자연숭배"라고 비판했다. 동물권 철학자 데이비드 올리비에는 1993년 반종차별주의 저널인 Cahiers antispécistes에 개재한 "Pourquoi je ne suis pas écologiste"("내가 환경주의자가 아닌 이유")라는 논문에서 환경주의자들이 종의 보존과 "자연적 균형" 때문에 포식을 좋은 것으로 여기기에 환경주의자들에 반대한다고 주장했다. 반면 올리비에는 포식당하는 개별 동물의 고통을 고려한다. 그는 또한 환경주의자들 스스로가 포식당할 위험에 처해있다면 "자연의 질서"를 따르지 않을 것이라고 주장했다. 올리비에는 이렇게 결론지었다. "나는 우주를 계획된 인공세계로 바꾸고 싶지 않다. 여우를 위한 합성 사료, 산토끼를 위한 피임약, 나는 그런 것들을 반쯤만 좋아한다. 나는 어떻게 해결해야할지 모르는 문제가 있고, (거의) 혼자서 해결책을 찾고있는 한 이론적일지라도 해결책을 찾을 가능성이 낮다."

### 21세기

#### 간행물

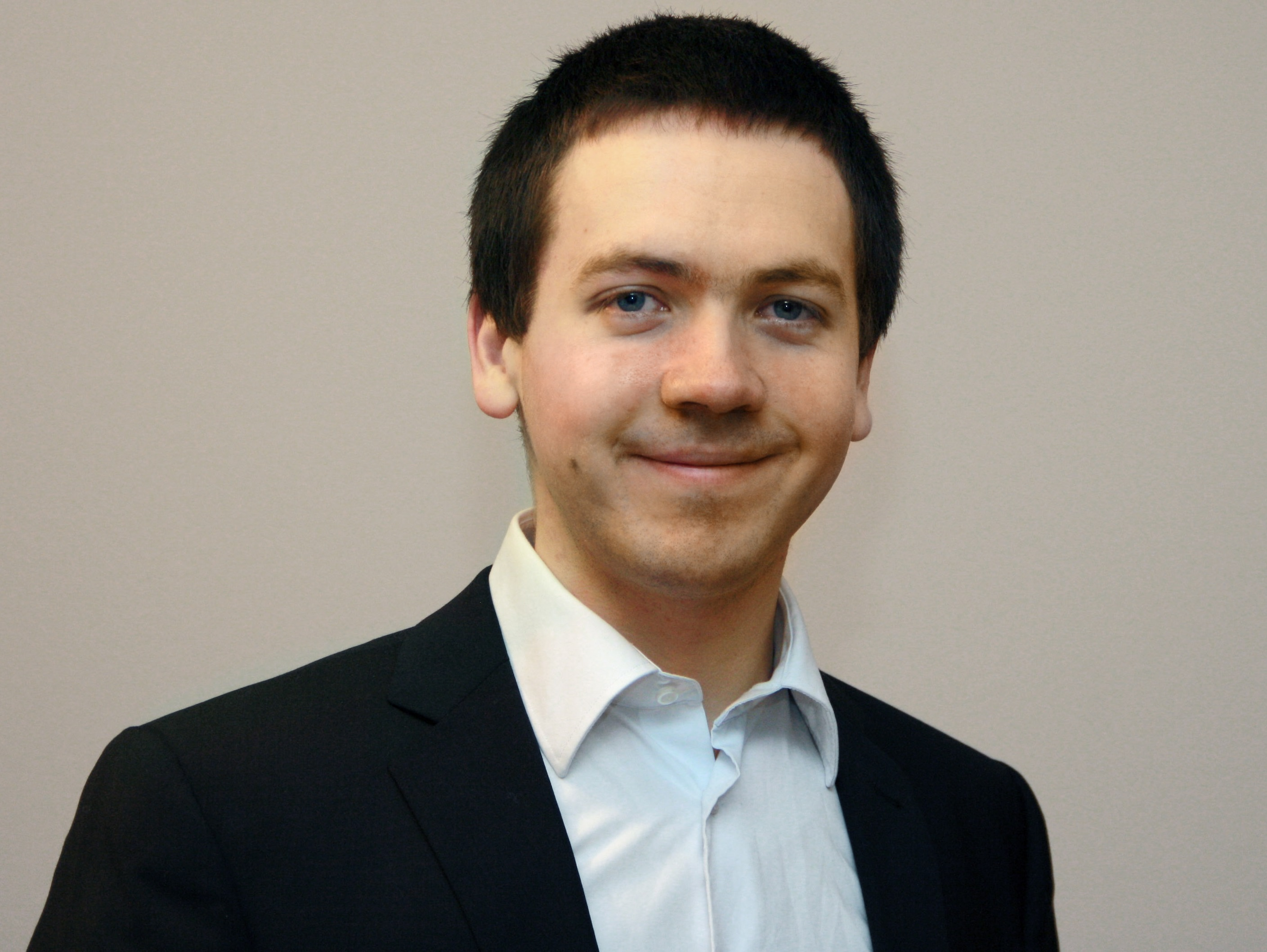
브라이언 토마식은 동물 보호론자들이 야생동물의 고통에 대한 관심을 촉구해야하며, 인간의 후손이 그러한 고통을 천문학적으로 증가시킬 위험이 있다고 강조한다.

2009년 수필가 브라이언 토마식은 "야생동물의 고통의 중요성"이라는 책을 저술했는데, 여기서 그는 야생동물의 수가 인간의 통제를 받는 비인간 동물의 수를 훨씬 초과한다고 주장했다. 토마식은 동물 옹호자들이 자연 서식지에서 동물이 겪는 고통에 대한 관심을 촉진해야한다고 주장한다. 그는 또한 인간 후손들이 번식하기로 선택할 경우 야생동물의 고통을 완화하기보다는 엄청나게 증가시킬 가능성이 있다고 강조한다. 이 수필의 개정판은 2015년 저널 Relations. Beyond Anthropocentrism에 "야생동물의 고통과 자연에서의 개입"이라는 제목의 특별호의 일부로 게재됐으며, 이 주제에 대한 다양한 기여가 실렸다. 이 주제에 대한 후속 호는 2022년에 게재됐다.
제프 맥마한의 2010년 에세이 "The Meat Eaters"는 뉴욕타임즈에 게재됐으며, 특히 포식 감소를 통해 야생동물의 고통을 줄이는 것을 옹호한다. 비판에 따라 맥마한은 또 다른 에세이 "Predators: A Response"로 대응했다. Vox도 이 주제를 탐구해 제이시 리즈 안티스의 2015년 기사 "Wild animals suffer illness, injury, and starvation. We should help"를 출판했다. 안티스는 2018년 저서 "The End of Animal Farming"에서 무척추동물과 야생동물을 포함하도록 인간의 도덕적 관심을 확대하는 것에 대해 논의한다. Vox는 다양한 철학자와 과학자의 관점을 조사하는 딜런 매튜스의 기사 "The wild frontier of animalwelfare"로 2021년에 이 논의를 계속했다. Aeon은 스티븐 나들러의 2018년 작품 "우리는 개별 동물의 고통을 덜어주는 윤리적 의무가 있다" 및 제프 세보의 2020년 기사 "우리가 동물에게 빚진 모든 것"을 포함하여 야생동물의 고통에 대한 에세이를 특집으로 다루었다.
2016년 철학자 카티아 파리아는 박사학위 논문인 격노하는 동물 윤리: 야생동물의 고통과 자연개입의 문제를 옹호했는데, 이는 인간이 야생동물을 도울 의무가 있다고 주장한 최초의 논문이었다. 그녀는 2022년 저서 야생에서의 동물 윤리: 야생동물의 고통과 자연개입에서 이 주제를 확장했다. 철학자 카일 요한센의 2020년 저서 야생동물 윤리: 야생동물의 고통의 도덕적, 정치적 문제는 야생동물의 고통이 인간의 개입이 필요한 중대한 도덕적 문제라고 주장한다. 같은 해 퀸스 대학교에서 열린 심포지엄에서 요한센의 저서에 대해 논의했다. 2022년 동물권 운동가이자 철학자 오스카 호르타는 "동물을 옹호하여!"라는 제목의 장을 포함했다. 그의 책인 동물을 위한 입장 표명하기에서 자연적 과정으로 고통받는 동물에 대한 도덕적 고려와 지원을 주장했다. 요한센은 다양한 이론적 틀을 통해 야생동물의 고통에 대한 개입주의적 접근방식을 발전시키는 것을 목표로 하는 다양한 학자들의 에세이 모음집인 야생동물에 대한 의무를 2025년에 출판할 예정이다.

#### 조직들과 기관들
야생동물의 고통의 도덕적, 정치적 중요성에 대한 주장에 대한 대응으로, 이 문제를 연구하고 해결하기 위해 여러 조직이 만들어졌다. 이 중 두 곳인 Utility Farm과 Wild-Animal Suffering Research는 2019년에 합병하여 Wild Animal Initiative를 결성했다. 비영리조직인 Animal Ethics도 야생동물의 고통을 연구하고 야생동물을 비롯한 다른 개체군들을 대신하여 옹호한다. Rethink Priorities는 특히 무척추동물의 지각과 복지에 관한 연구를 포함한 여러 주제로 야생동물의 고통에 대한 연구를 수행한 연구 조직이다.
야생동물 재해 네트워크(Wildlife Disaster Network)는 2020년에 자연재해로 고통받는 야생동물을 돕기 위해 설립됐다. 이 네트워크에서 일하는 제이미 페이튼은 재해 상황에 처한 야생동물이 홀로 남겨졌을 때 가장 잘 견딘다는 견해에 이의를 제기하며 "인간의 간섭이 없다면 이 동물들은 부상뿐만 아니라 식량, 물, 서식지의 상실로 인해 고통받고 굴복할 것이다. 우리의 집을 공유하는 야생동물에게 잃어버린 고리를 제공하는 것이 우리의 의무이다."
2022년 9월 뉴욕대학교는 인간 활동과 환경 변화가 야생동물의 복지에 어떤 영향을 미치는지 연구하고 행사를 주최하기 위해 야생동물 복지 프로그램을 시작했다. 이 프로그램은 인간이 야생동물과의 상호작용을 개선할 수 있는 방법에 대한 이해를 개선하는 것을 목표로 하며 자연, 사회 및 인문학 분야으이 연구를 포함한다. 이 팀은 학계, 옹호자, 정책 입안자 및 대중에게 홍보 활동을 수행한다. 이 프로그램은 Becca Franks와 Jeff Sebo가 이끌고 있으며 Arthur Caplan과 Danielle Spiegel-Feld도 참여한다.

## 철학적 지위

### 도덕 문제로서의 포식
일부 철학자들은 포식을 도덕적 문제로 여기며 인간은 포식을 예방할 의무가 있다고 주장한다. 반면, 다른 철학자들은 개입이 윤리적으로 불필요하다고 주장한다. 다른 사람들은 무의식적으로 심각한 피해를 입힐 가능성이 있기에 인간은 지금 당장은 포식에 대해 아무것도 해선 안 되나 미래에 더 나은 정보와 기술을 사용하면 의미있는 조치를 취할 수 있다고 주장한다. 일부 작가들은 포식을 예방할 의무가 터무니없거나 어리석다고 생각하며, 이 입장을 동물권 개념을 완전히 거부하는 귀류법으로 사용했다. 다른 사람들은 포식을 줄이려고 시도하는 것이 환경에 해로울 것이라고 생각한다.

### 개입을 지지하는 주장들

#### 동물의 권리 및 복지 관점들

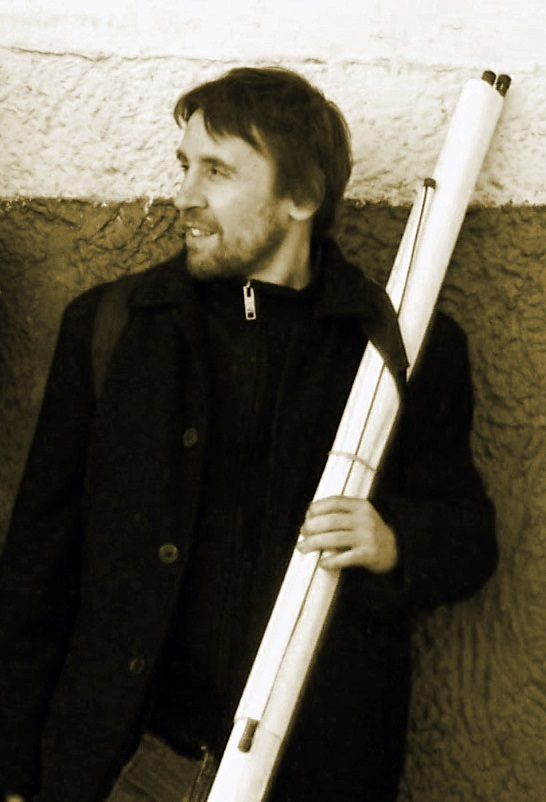
오스카 호르타는 야생동물이 자연적 과정으로 인해 엄청난 고통을 겪고 있으며, 비종차별주의적 관점에서 이들 개체의 고통을 줄이는 것에의 도덕적 의무가 있다고 주장한다.

일부 이론가들은 야생에서 동물이 겪는 피해를 받아들여야할지, 아니면 피해를 완화하기위해 무언가를 해야할지에 대해 고민해왔다. 야생동물의 고통을 줄이기 위한 개입의 도덕적 근거는 권리 혹은 복지 기반일 수 있다. 이러한 개입의 옹호자들은 불개입이 이러한 두 접근 방식 중 어느 것과도 일치하지 않는다고 주장한다. 권리 기반 관점에서 동물에게 생명이나 신체적 무결성에 대한 도덕적 권리가 있다면, 다른 동물이 이러한 권리를 침해하는 것을 방지하기 위해 개입이 필요할 수 있다. 동물권 철학자 톰 레건은 이러한 관점을 비판했다. 그는 동물이 자신의 행동에 대해 도덕적으로 책임을 져야한다는 의미에서 도덕적 행위자가 아니기에 서로의 권리를 침해할 수 없다고 주장한다. 이를 바탕으로 그는 그러한 상호작용이 인간의 강력한 영향을 받지 않는 한 인간이 이러한 종류의 고통을 예방하는 데 관심을 가질 필요가 없다고 결론 내린다.
오스카 호르타는 야생동물이 편안하고 행복한 삶을 산다는 가정 때문에 동물권 입장이 자연적 과정에 대한 존중을 의미한다는 것은 잘못된 인식이라고 주장한다. 실제로는 그들은 고통으로 가득 찬 짧고 고통스런 삶을 살고 있다. 또한 비종차별적 법 체계는 야생동물이 인간이 종의 구성원으로서 갖는 권리와 유사한 긍정적 권리를 가질 자격이 있음을 의미하며, 이는 그들에게 음식, 보호소, 의료 및 보호에 대한 법적 권리를 부여할 것이라고 주장됐다. 복지 기반 관점에서 볼 때, 야생동물이 겪는 고통 중 일부를 예방하면서 더 많은 고통을 유발하지 않는 한 개입이 필요할 수 있다. 케이티 맥셰인은 생물 다양성이 야생동물 복지의 좋은 대리 지표가 아니라고 주장한다. 그녀는 다음과 같이 말한다. "생물다양성이 높은 지역은 다양한 종류의 개체들로 가득 차 있다. 그들은 고통받고 있을 수 있고, 그들의 삶은 살 가치가 거의 없을 수도 있다. 하지만 그들이 살아있다면, 그들은 생물다양성에 긍정적으로 기여한다."

#### 종차별주의의 형태로서의 비개입
일부 작가들은 인간이 비슷한 상황에서 고통받는 인간을 도울 때 야생에서 고통받는 동물을 돕기를 거부하는 것은 종의 구성원 자격을 기준으로 개체를 차별적으로 대우 혹은 도덕적 고려하는 종차별주의의 한 예라고 주장한다. 제이미 마이어펠트는 종의 구성운 자격을 무시하는 고통을 덜어줄 의무는 자연적 과정으로 인한 동물의 고통을 덜어줄 의무를 의미한다고 주장한다. 스타인 브루어스는 오랜 동물권 운동가조차도 때때로 이 특정 주제에 관해선 종차별주의적 견해를 갖고 있다고 주장하며, 이를 "도덕적 맹점"이라고 부른다. 그의 견해는 에제 파에즈의 의견과 일치하는데, 그는 야생에서 산다는 이유만으로 동물의 이익을 무시하는 옹호자들이 인간에 의한 동물 착취를 정당화하는 사람들이 사용하는 것과 동일한 형태의 차별에 책임있다고 주장한다. 오스카 호르타는 종차별주의에 대한 인식을 확산하면 야생동물의 처지에 대한 우려가 커질 것이라고 주장한다.

#### 인간은 인간 이익을 위해 이미 개입한다
오스카 호르타는 인간이 환경주의적 이상을 증진하는 것과 같은 인간의 이익을 증진하기 위해 의미있는 방식으로 끊임없이 자연에 개입하고 있다고 주장한다. 그는 개입의 목적이 인간에게 유리할 때는 현실적인, 안전하거나 수용가능한 것으로 간주되나 야생동물을 돕는 데 초점을 맞출 때는 그렇지 않다고 비판한다. 그는 인간이 이러한 개입의 목적을 인간뿐만 아니라 지각있는 존재의 이익을 고려하도록 바꿔야한다고 주장한다.

#### 자연적 해악을 높힌 것에 대한 인간의 책임
철학자 마사 누스바움은 인간이 "동물의 서식지에 지속적으로 영향을 미쳐 영양, 자유로운 이동 및 번영의 다른 측면에 대한 기회를 결정한다"고 주장하며, 자연적 과정에 대한 인간의 광범위한 참여는 인간이 우리의 행동에 영향받는 개체들을 도울 도덕적 책임이 있음을 의미한다고 주장한다. 그녀는 또한 인간이 질병 및 자연재해와 같은 완전히 자연적인 과정으로 인해 고통받는 동물을 도울 수 있는 능력이 존재할 수 있고, 이러한 경우 치료를 제공할 의무가 있다고 주장한다.
철학자 제프 세보는 야생동물들이 자연적 과정과 인간이 초래한 피해로 인해 고통을 받는다고 주장한다. 그는 기후변화가 기존의 피해를 더 심각하게 만들고 이 개체들에게 새로운 피해를 만들고 있다고 주장한다. 이를 통해 그는 야생의 개별 동물을 돕는 데는 두 가지 이유가 있다고 결론내리며 "그들은 고통받고 죽어가고 있으며, 우리는 부분적으로 혹은 전적으로 책임있다"고 주장한다. 마찬가지로 철학자 스티븐 나들러는 기후변화가 "동물의 고통을 고려하여 금지되고, 특히 규정되는 행동범위가 확대돼야한다"는 것을 의미한다고 주장한다. 나들러는 더 나아가 인간은 인간의 책임과 관계없이 야생에서 고통받는 개별 동물을 도울 도덕적 의무가 있다고 주장한다.

#### 젠더기반 관점들
카티아 파리아는 성 정체성이 인간이 야생동물을 인식하고 반응하는 방식에 깊은 영향을 미치며, 남성중심적 세계관이 해악과 무관심을 조장하는 데 중요한 역할을 한다고 주장한다. 인간중심적 해악, 즉 인간 활동으로 인한 해악은 젠더 가정이 인간중심적이고 남성중심적 관점을 우선시하기에 관과되는 경우가 많다. 이러한 문화적 규범은 인간의 손에 의해 동물이 겪는 고통의 중요성을 축소하여 그러한 해악의 윤리적 의미를 무시하거나 최소화하려는 경향을 강화한다.
파리아는 또한 자연적 과정에 의해 가해지는 자연적 피해에 대한 광범위한 무관심을 비판하며, 이러한 무관심은 자연의 자율성을 이상화하는 성별적인 관점에서 비롯된다고 주장한다. 이러한 남성편향적 관점은 생태계를 상호연결된 전체로 보고 개별 동물의 고통을 무시하고 이상화된 자연 질서를 선호한다. 파리아는 이러한 태도를 재고할 것을 옹호하며, 추상적인 생태 개념보다 개별 동물에 대한 연민을 우선시하는 보다 윤리적이고 덜 성별적인 관점을 요구한다.

### 개입에 반대하는 주장들

#### 자연에 개입하는 것의 현실성

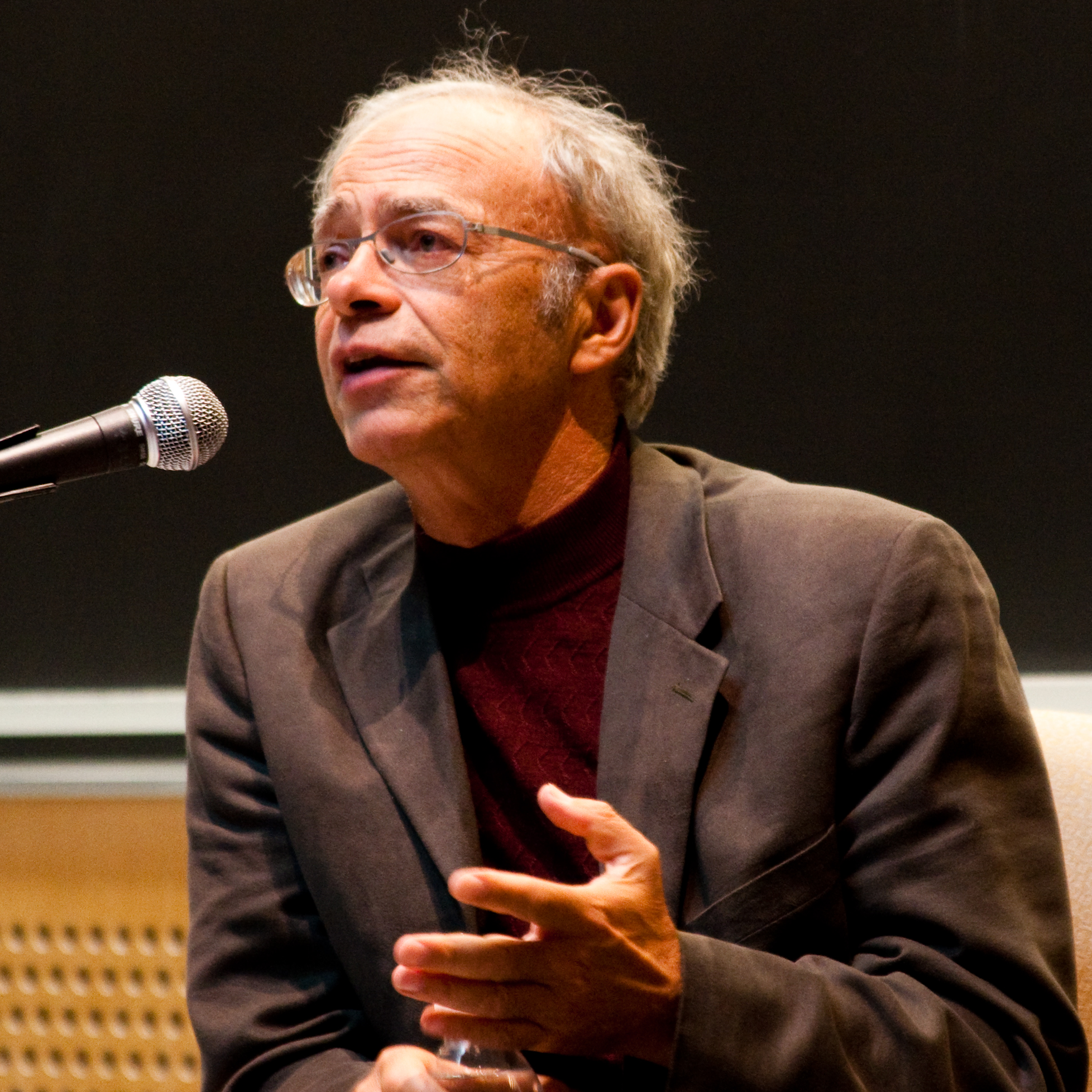
피터 싱어는 이론상으로는 장기적으로 야생동물의 고통을 크게 줄일 수 있다는 확신이 있다면 개입이 정당화될 수 있다고 주장한다. 그러나 그는 현실적으로는 그러한 개입에 반대한다.

자연에 개입하는 것에 대한 일반적인 반대 의견은 관련된 작업량이나 생태계의 복잡성으로 인해 개입이 전반적으로 순이익이 될지 여부를 알기 어렵기에 비현실적이라는 것이다. Aaron Simmons는 인간이 자연에서 동물을 구하기 위해 개입해선 안 된다고 주장한다. 왜냐하면 그렇게 하면 생태계를 손상시키거나, 인간의 계획을 방해하거나, 전반적으로 동물이 더 죽는 것과 같은 의도하지 않은 결과가 초래될 것이기 때문이다. Nicolas Delon과 Duncan Purves는 "생태계의 본질 때문에 개입이 고통을 악화시키기보다는 줄일 것이라고 예측할 이유가 없다"고 주장한다. 피터 싱어는 장기적으로 야생동물의 고통과 죽음을 크게 줄일 수 있다는 확신이 있다면 자연에 개입하는 것이 정당화될 것이라고 주장한다. 실제로는 싱어는 생태게에 개입하면 이로운 것보다 해로운 일이 더 많을 것이라고 우려하기에 생태계에 개입하는 것에 대해 경고한다.
다른 저자들은 자연세계에 개입하는 것의 가능한 결과에 대한 싱어의 경험적 주장에 이의를 제기하고 일부 유형의 개입은 전반적으로 좋은 결과를 낳을 것으로 기대할 수 있다고 주장한다. 경제학자 타일러 코웬은 멸종이 일반적으로 세계에 나쁜 영향을 미치지 않는 것으로 간주되는 동물의 종의 사례를 인용한다. 코웬은 또한 인간이 이미 자연에 개입하고 있는 한, 관련된 실질적인 문제는 개입이 있어야하는지 여부가 아니라 어떤 특정 형태의 개입을 선호해야 하는지라고 관찰한다. 오스카 호르타도 마찬가지로 자연에 대한 인간의 관심 및 환경보존을 자신의 정의에 가치있는 것으로 여기는 것과 같은 다른 이유들 때문에 인간이 자연에 개입하는 경우가 이미 많다고 적었다. 호르타는 또한 야생동물을 돕는 것을 목표로 하는 행동방침이 도시, 교외, 산업 혹은 농업 지역에서 먼저 수행되고 적절하게 관리돼야한다고 제안했다. 마찬가지로 제프 맥마한은 인간이 "이미 자연세계에 엄청나고 갑작스런 변화를 일으키고 있기에" 인간은 "육식종이 아닌 초식종의" 생존을 촉진하는 변화를 선호해야한다고 주장한다. 철학자 피터 발렌타인은 인간이 자연에서 포식자를 제거해선 안 되나 더 제한된 방식으로 피식자를 돕기 위해 개입할 수 있다고 제안한다. 비용이 적을 때 인간이 도움이 필요한 인간을 돕는 것과 같은 방식으로 인간은 적어도 제안된 상황에서 일부 야생동물을 도울 수 있다.

#### 동물권과 환경주의 사이의 잠재적 분쟁
환경보호론자들이 종과 생태계와 같은 특정한 추상적 실체를 보존하려는 목표와 자연과정에 대한 불간섭 정책은 개별 동물의 복지와 이익을 중심에 두는 동물권 관점과 양립할 수 없다고 주장돼왔다. 가령 환경보호론자들은 종 개체수 조절을 위한 사냥을 지지하는 반면 동물권 옹호자들은 이에 반대한다. 동물권 옹호자들은 육식동물이나 r-전략 종의 멸종이나 재구조화를 주장하는 반면 심층생태주의자들은 그들이 있는 그대로 존재하고 번성할 권리를 옹호한다. 그리고 동물권 옹호자들은 대부분의 동물 고통이 그 안에서 발생한다는 우려로 동물 서식지의 감소를 오호하거나 그 확장에 반대하는 반면 환경보호론자들은 그 서식지를 보호하고 확장하길 원한다. 오스카 호르타는 환경운동가와 동물권 옹호자가 모두 야생동물의 고통을 줄이는 접근방식을 지지하는 경우가 있다고 주장한다.

#### 생태적 과정들, 황야와 야생의 본래적 가치
환경윤리학자 홈즈 롤스턴 3세와 같은 일부 작가들은 자연적인 동물의 고통은 생태적 목적을 달성하기에 가치있고, 비자연적 과정으로 인한 동물의 고통만이 도덕적으로 나쁘며, 따라서 인간은 자연적 과정으로 인한 고통의 경우에 개입할 의무가 없다고 주장한다. 롤스턴은 육식동물이 수행하는 중요한 생태적 역할 때문에 자연 속의 육식을 찬양한다. 다른 사람들은 인간이 다른 인간을 포식자로부터 보호할 의무가 있지만 야생 동물은 그렇지 않은 이유는 인간이 자연세계가 아니라 문화세계의 일부이기에 이러한 상황에서 다른 규칙이 적용되기 때문이라고 주장한다. 일부 작가들은 포식당하는 동물이 자연스런 기능을 수행하고 있으며, 자연선택이 작동할 수 있기에 포식당하거나 그 외의 사유로 죽을 때 번성한다고 주장한다.
동물권 철학자 이브 보나르델은 이런 관점과 자연 개념을 비판한다. 그는 자연 개념을 토끼가 늑대의 먹이가 되는 것과 같은 특정한 생태적 기능을 수행하기 위해서만 존재하는 다른 동물보다 인간을 우월한 위치에 두는 "이념적 도구"로 묘사한다. 보나르델은 이를 노예가 주인을 위해, 혹은 여성이 남성을 위해 존재한다는 종교적 사상과 비교한다. 그는 동물은 모두 개체로서 살아가는 데 관심있다고 주장한다.
야생 옹호론자들은 야생이 본질적으로 가치있다고 주장한다. 생물학자 E. O. 윌슨은 "야생은 그 자체로 미덕이 있으며 외부의 정당화가 필요없다"고 적었다. 조슈아 두클로스는 야생동물이 사는 곳에서 겪는 고통 때문에 야생을 보존하는 것에 반대하는 도덕적 주장을 "복지로 인한 반대"라고 설명한다. 잭 워커는 "야생의 내재적 가치는 [야생동물의 고통을] 줄이기 위한 대규모 개입에 반대하는 데 사용될 수 없다"고 주장한다. 조슈아 두클로스는 종교적-영적 차원을 지닌 좁은 인간중심적 관점에서 야생이 내재적 가치를 지닌다고 관찰한다.

#### 목가적 자연
자연에 대한 목가적 관점은 자연에서 행복이 널리 퍼져있다는 널리 퍼진 관점으로 설명된다. 오스카 호르타는 많은 사람들이 야생동물이 겪는 포식, 기아, 질병과 같은 피해를 알고 있으며 이러한 피해의 결과로 이러한 동물이 고통을 겪을 수 있다는 것을 인정하지만, 이것만으로 야생동물의 삶이 충분히 나빠서 자연이 행복한 곳이 아니라는 결론을 내리지는 않는다고 주장한다. 호르타는 또한 낭만적인 자연 개념이 사람들이 야생동물에 대해 갖는 태도에 상당한 영향을 미친다고 주장하는데, 이런 관점을 지닌 사람들은 고통을 줄이기 위한 개입에 반대할 수 있기 때문이다.
밥 피셔는 많은 야생동물이 인간 활동이 없더라도 순수하게 부정적인 삶(쾌락보다 고통을 더 많이 경험)을 가질 수 있다고 주장한다. 피셔는 많은 동물이 순수하게 부정적인 삶을 지니고 있다면 동물에게 좋은 것이 그 종, 다른 종, 기후 또는 생물다양성 보존에 좋지 않을 수 있다고 주장한다. 가령 일부 동물은 개체 수를 엄청나게 줄이고 통제해야할 수 있으며 기생충이나 포식자와 같은 일부 종은 제거해야할 수 있다.

#### 자만심으로서의 개입
일부 작가들은 야생동물의 고통을 줄이기 위한 개입은 오만함, 허영심 혹은 신을 흉내내는 행위의 한 예라고 주장하는데, 그러한 개입은 잠재적으로 재앙적인 예상하지 못한 결과를 초래할 수 있기 때문이다. 그들은 또한 올바른 도덕적 판단을 내리는 데 있어서 인간의 역량과 오류가능성에 대해 회의적이다. 게다가 그들은 인간의 도덕적 입장과 행위가 다른 사람들에게 인간중심적이거나 가부장적 가치를 강요하는 결과를 낳을 수 있다고 주장한다. 이러한 주장을 뒷받침하기 위해 그들은 멸종, 황무지, 자원고갈을 포함한 자연에 대한 인간의 부정적 영향의 역사와 기후 변화를 사용한다. 이를 통해 그들은 인간이 야생에서 동물을 도울 수 있는 가장 좋은 방법은 더 큰 황무지를 보존하고 자연에 대한 인간의 영향력을 줄이는 것이라고 결론 내린다.
Beril Sözmen과 같은 이 입장의 비판자들은 인간의 부정적 영향이 불가피하지 않으며, 최근까지 개입은 야생에서 개별 동물의 복지를 개선하는 목표로 수행되지 않았다고 주장한다. 나아가 그녀는 이러한 인위적인 피해의 예가 잘못된 인간의 개입의 결과가 아니라 실제로 인간의 농업과 산업의 결과이며, 이는 자연과 야생의 동물에 미치는 영향을 고려하지 않거나 신경쓰지 않기 때문이라고 주장한다. Sözmen은 또한 이 입장을 취하는 사람들이 자연이 섬세한 균형 상태로 존재한다고 보고 야생 동물의 삶에 대해 지나치게 낭만적인 견해를 가질 수 있으며, 야생에는 엄청난 양의 고통이 있다고 주장한다. 마사 누스바움은 인간이 자연에 끊임없이 개입하고 있기에 중심적인 질문은 개입이 이루어져야하는지 여부가 아니라 이러한 개입이 어떤 형태를 취해야 하는지여야 한다고 주장하며, "지적으로 존중하는 가부장주의가 방치보다 훨씬 낫다"고 주장한다.

#### 자유방임
야생에서 인간은 동물에게 해를 끼쳐선 안 되나, 필요할 때 이들을 도울 의무는 없다는 자유방임 관점은 톰 레건, Elisa Aaltola, Clare Palmer, Ned Hettinger에 의해 옹호됐다. 레건은 동물들이 서로에게 가하는 고통은 윤리적으로 동기부여받은 야생동물 관리의 관심사가 돼선 안 되며, 이러한 야생동물 관리자들은 대신 야생에서 동물들이 인간의 포식없이 있는 그대로 존재하고 "자신들의 운명을 개척"하게끔 놔두는 데 집중해야한다고 주장한다. Aaltola도 마찬가지로 포식자는 자신이 포식하는 동물에게 가하는 고통에도 불구하고 번성하도록 내버려두어야 한다고 주장한다. Palmer는 인간이 야생동물의 상황에 대한 책임이 있다면 인간이 야생동물을 도울 의무가 있을 수 있다고 주장하는 이 입장의 변형을 지지한다. Hettinger는 "독립적인 자연에 대한 존중"이라는 환경적 가치에 기반한 자유방임을 주장한다.
카티아 파리아는 인간이 자연적 과정이 아닌 인간에 의해 피해를 입을 때만 개인을 도와야 한다는 원칙을 따르는 것은 자연적 과정으로 인해 고통받는 인간과 반려동물을 돕는 것을 거부하는 것을 의미한다고 주장한다. 이러한 함의는 대부분의 사람들에게 받아들일 수 없는 것으로 보이며, 그녀는 인간이 그렇게 할 능력이 있을 때 이러한 개인을 도울 강력한 이유가 있다고 주장한다. 파리아는 야생에서 비슷한 상황에서 고통받는 동물을 도울 의무가 있으며, 따라서 자유방임 관점은 성립하지 않는다고 주장한다. 마찬가지로 스티븐 나들러는 기근, 쓰나미, 폐렴과 같은 자연적 피해로 고통받는 인간에게 지원을 거부하는 데 사용된 동일한 논거가 부도덕한 것으로 간주될 것이기에 인간이 간접적이든 직접적이든 야생동물의 고통에 대한 책임이 있는지 여부와 관계없이 야생동물에게 도움을 거부하는 것은 도덕적 잘못이라고 주장한다. 그는 도덕적으로 관련된 것이 개체의 고통받을 수 있는 능력뿐이라면 이러한 상황에서 고통받는 인간과 다른 동물 사이에 관련있는 도덕적 차이가 없다고 결론내린다. 같은 맥락에서 Steve F. Sapontizis는 다음과 같이 주장한다. "우리나 우리가 돌보는 사람들의 이익이 침해될 때 우리는 '자연의 흐름에 맡기는' 도덕적 의무를 인정하지 않는다."

#### 야생동물의 주권
Zoopolis를 지은 동물권 철학자 수 도날드슨과 윌 킴리카와 같은 일부 작가들은 인간은 야생동물을 돕기 위해 대규모 개입을 해선 안된다고 주장한다. 그들은 이러한 개입이 동물들이 스스로를 통치할 수 있는 능력을 제거함으로써 동물들의 주권을 빼앗는 것이라고 주장한다. 크리스티안 베일리는 특정 야생동물, 특히 친사회적 동물은 도덕적 판단을 내릴 수 있고 책임있는 개체인 도덕적 행위자로 간주될 수 있는 충분한 기준을 갖추고 있다고 주장한다. 그녀는 야생동물을 돕는 것은 야생동물을 스스로 결정할 수 없는 존재로 전락시키는 것이라고 주장한다.
오스카 호르타는 일부 개체가 주권적 집단을 형성할 수 있으나 대다수의 야생동물은 고립적이거나 재선택자들(re-selectors)이며, 그 개체군 규모는 해마다 크게 다르다는 사실을 강조한다. 그는 대부분의 상호작용이 편해공생, 편리공생, 적대감 혹은 경쟁일 것이라고 주장한다. 호르타는 인간이 도날드슨과 킴리카가 정한 기준을 사용하면 야생동물의 대부분이 주권적 공동체를 형성하지 않을 것이라고 결론지었다.

#### 식민주의와의 유사점
에스티바 로이스는 식민주의 옹호자들이 "후진 민족"에게 필요한 인간의 진보로 여겼던 정신과 야생동물의 이익을 위해 자연을 개혁하자고 주장하는 작가들에게 영감을 준 이념 사이에는 어떤 관점에서 비교할 수 있는 것이 있다고 주장한다. 두 입장의 지지자들은 자신들이 지닌 뛰어난 기술로 인해 자신들을 압도하는 악을 스스로의 수단으로 치유할 수 없는 개체들의 존재를 설계할 권리와 의무가 있다고 생각한다.
동물윤리에 대한 역사가이자 작가인 토마스 레펠티에는 "식민지가 비판받아야한다면, 그것은 수사학적 표현을 넘어 잔인하게 행사된 약탈과 착취의 기업이었기 때문"이라고 주장한다. 그는 또한 야생동물을 돕는 것을 옹호하는 작가들이 자신의 이익을 위해 그렇게 하는 것이 아니라고 주장한다. 왜냐하면 그들은 이 개체들을 돕는 데 아무런 이득이 없기 때문이다. 레펠티에는 야생동물의 고통을 줄이는 것을 옹호하는 사람들은 이 개체들을 돕는 가장 좋은 방법에 대한 의심을 알고 있을 것이며, 이전 식민지 개척자들이 식민지 인구에 대해 가졌던 비전과 반대로 그들을 초보적이고 이해하기 쉬운 존재로 간주하여 행동하지 않을 것이라고 주장한다.

## 실천된 개입

### 도움의 존재하는 형태들

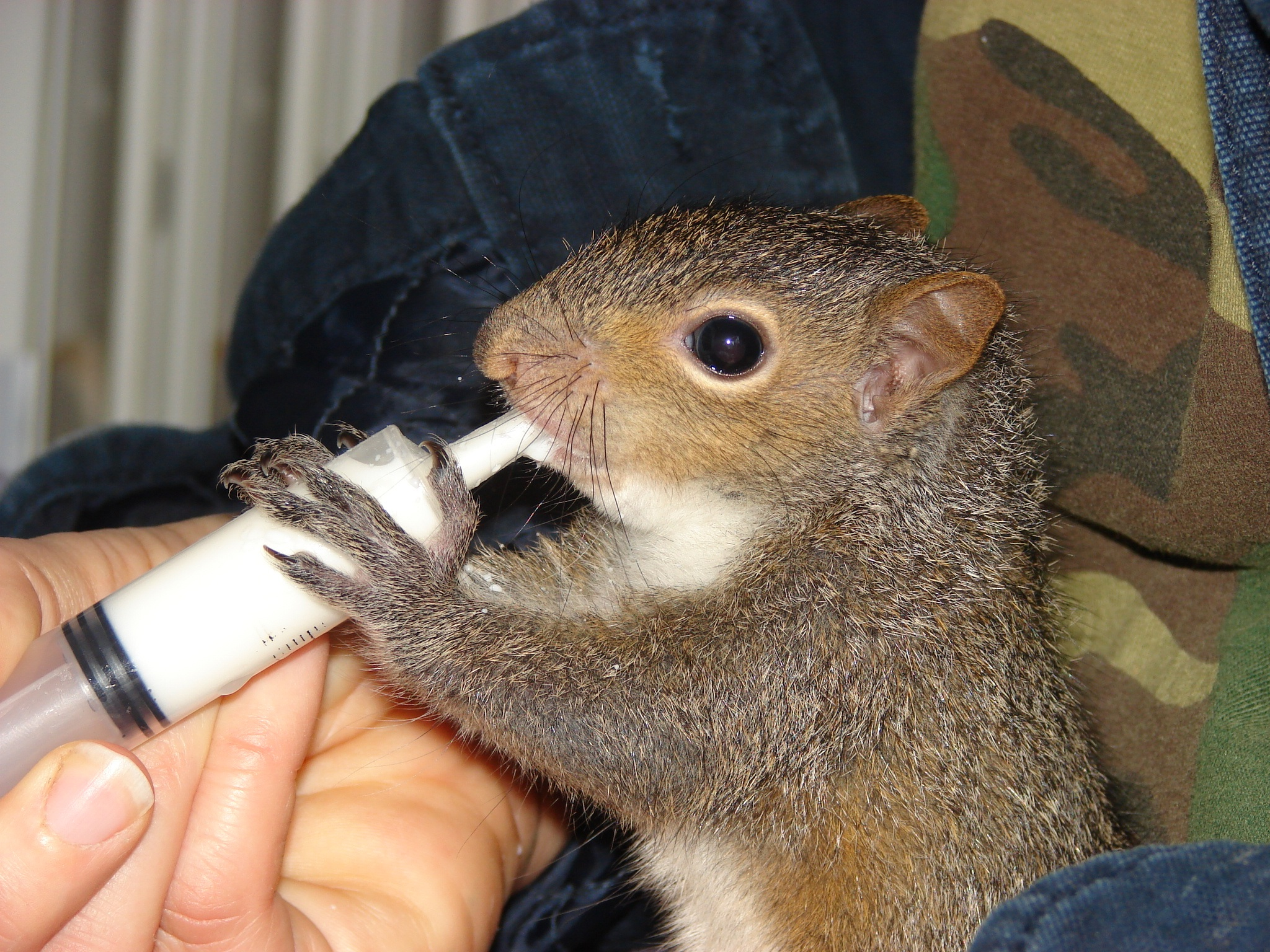
구조된 아기 동부회색청서가 주사기로 먹이를 섭취하고 있다.

야생에서 고통받는 개별 동물을 돕는 기존 방법에는 아프거나 다친 동물에게 의료 서비스를 제공하고, 질병을 예방하기 위해 동물에게 백신을 접종하고, 고아 동물을 돌보고, 갇히거나 자연재해에 처한 동물을 구조하고, 굶주리거나 목마른 동물을 돌보고, 기상상태로 인해 고통받는 동물을 보호하고, 인구 규모를 조절하기 위해 피임법을 사용하는 것이 포함된다.

### 개입의 역사

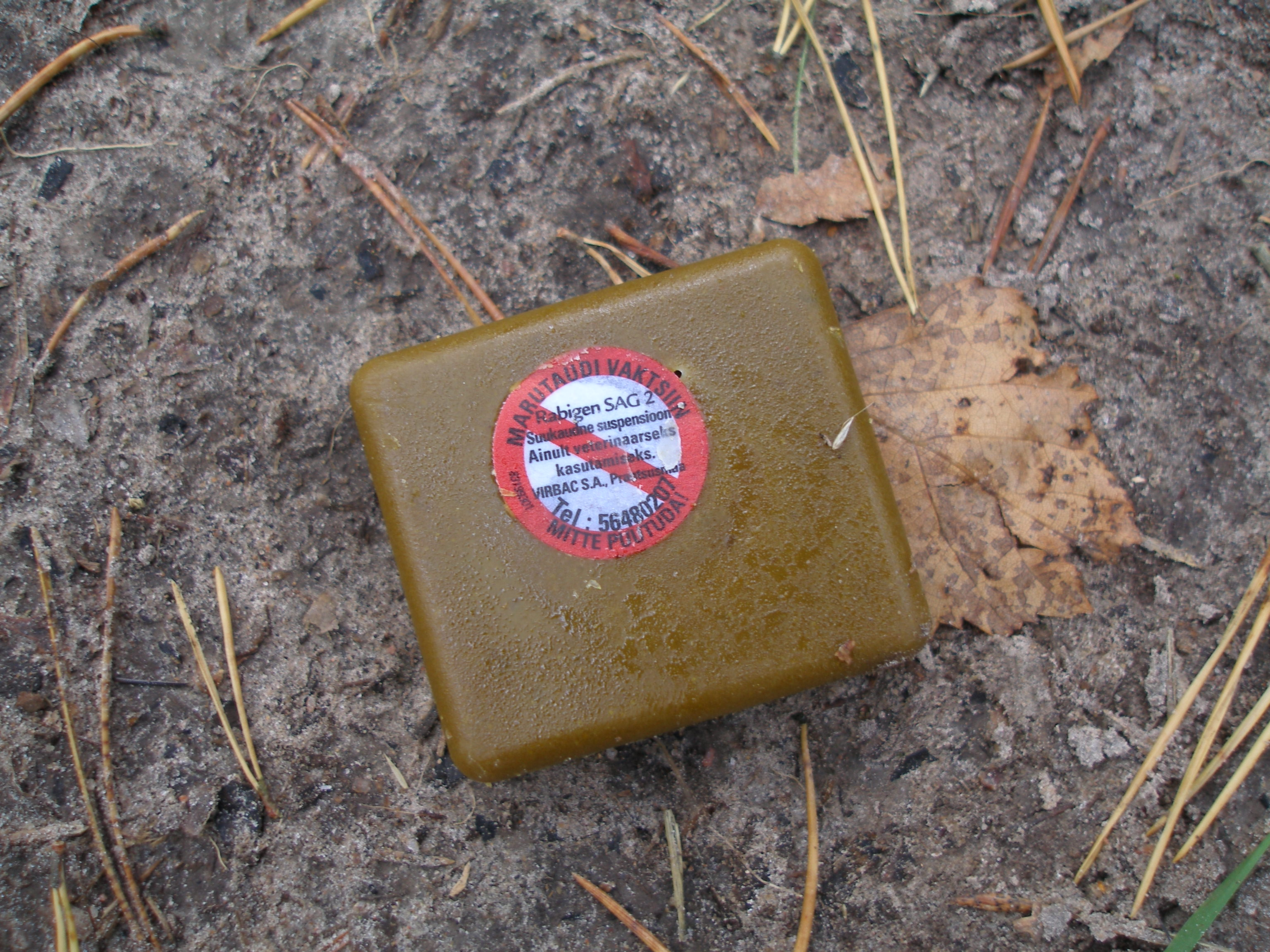
미끼의 경구 광견병 백신

#### 원조 제공하기
15세기에 설립된 힌두교의 한 종파인 비슈노이는 야생동물에게 먹이를 주는 전통을 지니고 있다. 일부 비슈노이 사원은 사제들이 부상당한 동물을 돌보는 구조센터 역할도 한다. 이 개체 중 일부는 야생으로 돌아가고 다른 체는 남아서 사원 구내에서 자유롭게 돌아다닌다.

#### 살해하기
2002년, 호주 정부는 울타리가 쳐진 군 기지에 갇혀 질병과 비참함, 굶주림에 시달리던 10만 마리의 캥거루 중 15,000마리의 살처분을 승인했다. 2016년 크루거 국립공원에서 굶주린 하마와 버팔로 350마리가 공원 관리인에 의해 살해당했다. 그 행동의 동기 중 하나는 그들이 죽을 때 고통을 겪지 않도록 하는 것이었다.

#### 구조들
야생에서 여러 동물의 구조가 이루어졌다. 1988년, 미국과 소련 정부는 알래스카 해안에서 유빙에 갇혀있던 세 마리의 회색고래를 구출하기 위해 브레이크스루 작전을 진행했다. 2018년에 BBC 영화 제작자 팀은 펭귄 한 무리가 남극 대륙의 협곡을 탈출할 수 있도록 눈 속에 경사로를 팠다. 2019년에 2,000마리의 새끼 플라밍고가 남아프리카공화국의 가뭄 동안 구조됐다. 2019~2020년 오스트레일리아 밀림 산불 동안 화재 위협을 받은 많은 야생동물이 구조됐다. 2020년 스리랑카에서 해변에 떠밀려온 120마리의 둥근머리돌고래가 구조됐다. 2021년에 남아프리카공화국에서 부모에게 버려진 1,7000마리의 케이프 가마우지 새끼들이 구조됐다. 같은 해에 텍사스에서는 추위에 기절한 거의 5,000마리의 바다거북이 구조됐다.

#### 백신과 피임 프로그램
야생동물의 광견병과 결핵을 예방하기 위한 예방접종 프로그램이 성공적으로 시행되고 있다. 야생동물에의 피임법은 야생마, 흰꼬리사슴, 아메리카들소, 아프리카 코끼리의 개체 수를 줄이고 안정시키는 데 사용돼왔다.

## 미래의 발전들

### 제안된 개입들

#### 기술적
연구, 실현가능성, 그리고 전반적인 고통을 증가시키지 않으면서 개입을 수행할 수 있는지 여부를 바탕으로 향후 야생동물에 대한 기존 지원 형태를 더 큰 규모로 활용하여 고통을 줄일 수 있을 것이라는 주장이 제기됐다. 기술적 제안에는 r-전략 종 구성원의 고통을 줄이기 위한 유전자 드라이브와 CRISPR, 야생동물의 고통을 근절하기 위한 생명공학기술을 사용하는 것이 포함된다.

#### 포식 방지
포식의 결과로 인한 고통을 줄이기 위한 제안에는 야생지역에서 포식자를 제거하고, 이전에 멸종된 지역에 포식자를 다시 도입하는 것을 자제하고, 육식성 종의 점진적인 멸종을 준비하고, 보조생식기술을 사용해 그들이 초식동물이 되도록 재프로그래밍하는 것이 포함된다. 고양이와 개에 의한 포식으로 인해 이러한 반려동물들은 야생화된 동물의 존재를 방지하기 위해 항상 불임수술을 해야하며, 지정된 장소가 아닌 한 고양이는 실내에 보관하고 개는 목줄을 매야한다는 것이 권고돼왔다.

#### 서식지 감소
브라이언 토마식과 같은 일부 저술가들은 결과주의적 관점에서 대부분의 야생동물이 고통으로 가득 찬 삶을 살고 있기에 서식지 손실은 반대보다는 장려돼야한다고 주장한다. 타일러 M. 존과 제프 세보는 이 입장을 비판하며 "로더의 논리" 개념에 기초한 "로거의 논리"라고 부른다.

### 복지 생물학
복지 생물학은 자연 생태계와의 관계에 특히 중점을 두고 동물의 복지를 연구하기 위해 제안된 연구 분야이다. 1995년 Yew-Kwang Ng에 의해 처음 발전했는데, 그는 이를 "생물과 그들의 복지(순 행복 또는 즐거움에서 고통을 뺀 값으로 정의됨)와 관련하여 생물과 그들의 환경에 대한 연구"라고 정의했다. 이러한 연구는 야생에서 동물이 고통받는 것에 대한 관심을 촉진하고 미래에 이러한 동물을 돕기 위해 수행할 수 있는 효과적인 조치를 확립하기 위한 것이다. 동물 윤리와 야생동물 이니셔티브 단체는 복지 생물학을 연구분야로 확립하는 것을 장려한다.

### 기후변화의 영향
기후변화는 그 영향을 가장 많이 받을 수 있는 환경에서 생활하는 것을 전문으로 하는 특수종에 속하는 개체에게 가장 큰 영향을 미치며, 많은 동물에게 직접적인 영향을 미칠 수 있다고 주장돼왔다. 이것은 더 일반적인 종에 속하는 개체로 대체될 수 있다. 또한 기후변화가 야생동물의 고통에 미치는 간접적인 영향은 그것이 태어나자마자 고통받고 죽는 개체의 증가 혹은 감소로 이어질 것인지에 달려있고, 많은 요인을 고려해야하며 이를 평가하기 위한 추가 연구가 필요하다고 주장됐다.

### 위험들

#### 지구 너머로 야생동물의 고통을 확산하기
몇몇 연구자들과 비영리 단체들은 인류문명이 지구 밖에서 야생동물의 고통을 야기할 수 있다는 우려를 제기했다. 가령, 테라포밍된 행성과 같은 외계 식민지에서 야생 서식지가 생성되거나 발생하도록 허용될 수 있다. 위험의 잠재적 실현의 또 다른 예는 초기 미생물 개체군이 결국 지각있는 유기체로 진화하는 유도된 판스페르미아(directed panspermia)이다. 지각있는 야생동물을 지구 밖으로 퍼뜨리는 것은 야생동물의 고통의 양을 엄청나게 증가시킬 수 있기에 고통의 위험이 될 수 있다.

## 문화적 묘사들

### 야생동물 기록물들

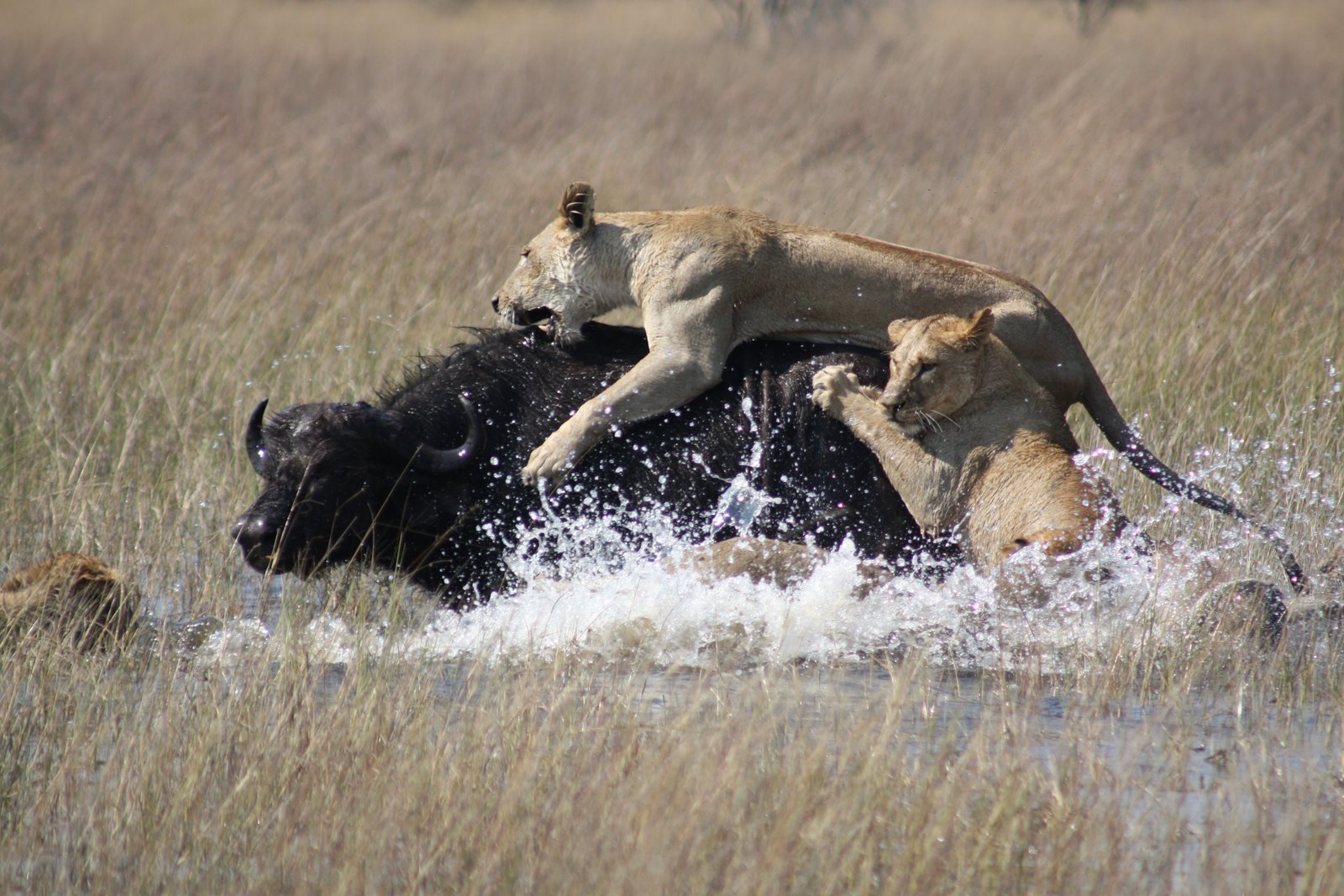
보츠와나에서 사자가 아프리카물소를 공격하는 장면. 야생동물 다큐멘터리는 대체로 이처럼 매력적인 존재로 여겨지는 개체들 간의 만남에 초점을 맞추고 있고, 다른 동물의 고통은 잘 표현되지 않는다는 주장이 존재한다.

#### 야생동물의 고통의 묘사에의 비판
야생동물에 대한 많은 사람들의 지식은 야생동물 다큐멘터리에서 비롯된 것이라고 주장돼왔는데, 이는 먹이가 되는 동물이나 작은 동물, 무척추동물과 같이 고통을 받을 능력이 있는 매력적이지 않은 동물들을 제대로 표현하지 못하기에 야생동물의 고통의 현실을 잘 나타내지 못한다고 설명돼왔다. 또한 이러한 다큐멘터리는 성체 동물에 초점을 맞추는 반면 가장 많은 고통을 받을 가능성있는 대부분의 동물은 성체가 되기 전에 죽는다, 야생동물 다큐멘터리는 일반적으로 기생으로 고통받는 동물을 보여주지 않는다, 이러한 다큐멘터리는 포식자에게 공격받고 심각한 부상을 입은 동물이 그 후에 살아남고 번성했다는 잘못된 인상을 시청자에게 줄 수 있다, 특히 폭력적인 포식 사건의 대부분이 미포함된다고 주장돼왔다. 다큐멘터리 방송인 데이비드 애튼버러는 인터뷰에서 "우리가 너무 많은 폭력을 삽입한다고 비난하는 사람들은 우리가 편집실에서 무엇을 남겨두는지 봐야한다"고 말했다.
야생동물 다큐멘터리는 자연을 시청자가 수동적으로 소비하는 광경이자 보호가 필요한 신성하고 독특한 장소로 표현한다고 주장됐다. 또한, 야생동물이 적응과정을 통해 이러한 피해의 근원을 극복할 수 있다는 인상을 주는 방식으로 동물이 겪는 고난을 묘사하는 방식에 주목한다. 이러한 적응적 특성의 발달은 여러 세대에 걸쳐 일어나며, 이들은 유전자를 물려주면서 삶에서 많은 고통과 고난을 겪을 가능성이 높다.
야생동물의 고통을 줄이기 위한 기술적 해결책을 옹호하고 트랜스휴머니즘을 주장하는 데이비드 피어스는 "동물 스너프 영화"라고 불리는 야생동물 다큐멘터리가 야생동물의 고통을 표현하는 방식에 대해 매우 비판적이다.
자연 다큐멘터리는 대부분 실생활의 희극이다. 감동적인 분위기의 음악과 여행기 스타일의 내레이션으로 우리를 즐겁게하고 교화한다. 삶의 지저분함에 중요성과 서사 구조를 부여한다. 야생동물 쇼에는 슬픈 순간이 분명히 존재한다. 그러나 고통은 결코 오래가지 않는다. 항상 자연의 균형, 무리의 이익, 그리고 자연 어머니를 대신하는 가난한 사람의 세속적 신정론에 대한 진부한 말로 상쇄되며, 결국 그렇게 나쁘지 않다는 것을 안심시켜준다. ... 그것은 편리한 거짓말이다. ... 사자는 주로 질식사로 표적을 죽인다. 질식은 몇 분 동안 지속된다. 늑대 무리는 희생자가 아직 의식이 있음에도 다리가 묶여있는 동안 먹이를 먹기 시작할 수 있다. 상어와 범고래는 기본적으로 먹이를 산 채로 먹는다. 그러나 큰 먹이, 특히 물개에 대해서는 부분들로 먹는다.

피어스는 비유를 통해 지능형 외계인이 대중적 오락을 위해 인간의 죽음을 양식화하여 묘사한다는 아이디어가 혐오스런 것으로 여겨질 수 있다고 주장한다. 그는 실제에서 인간이 야생동물 다큐멘터리를 만들 때 이런 역할을 한다고 주장한다.
Clare Palmer는 야생동물 다큐멘터리에 야생동물의 고통에 대한 생생한 이미지가 포함돼있더라도 개나 고양이와 같은 반려동물이 비슷한 상황에서 고통받는 방식으로서의 도덕적 혹은 실질적 반응을 유발하지 않으며 대부분의 사람들은 본능적으로 고통이 개입없이 자연스럽게 진행되도록 내버려 두는 자유방임 입장을 취한다고 주장한다.

#### 영화제작 규칙으로서의 비개입
야생동물 다큐멘터리 영화 제작자가 동물을 돕기 위해 개입해야하는지 여부에 대한 문제는 많은 논쟁의 주제이다. 동물을 관찰하나 개입하지 않는 것이 영화 제작의 "황금률"로 묘사됐다. 이 규칙은 때때로 여겨지는데, BBC 다큐멘터리 제작진이 2016년에 좌초된 새끼 거북이를 구출했고 2018년에는 계곡에 갇힌 펭귄 무리를 구출했다. 후자의 결정은 다른 야생동물 다큐멘터리 영화 제작자에 의해 옹호됐다. 이 규칙을 따르는 영화 제작자는 목마름으로 죽어가는 코끼리와 같이 죽어가는 동물을 돕지 않고 촬영했다는 비판을 받았다.

### 픽션에서

#### 19세기

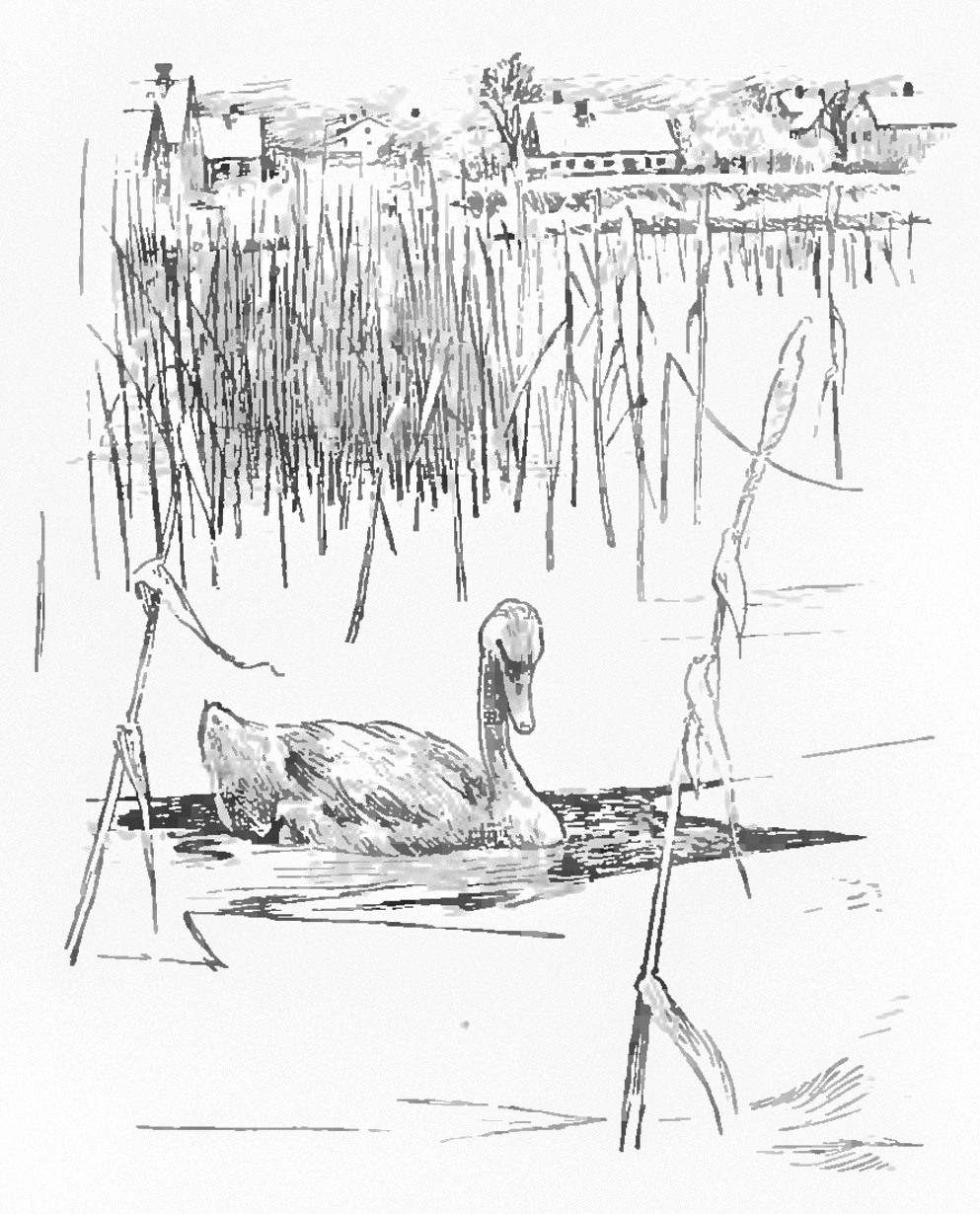
"미운 오리 새끼"에서 겨울 추위로 인해 오리 새끼는 얼음 연못에서 얼어붙는다. 오리 새끼는 농부에게 구출된다.

허먼 멜빌은 1851년에 출판된 모비 딕에서 바다를 "세계적인 식인 풍습"이 일어나는, "세상이 시작된 이래로 끊임없이 전쟁을 벌이며 서로를 잡아먹는" 곳으로 묘사한다. 이는 나중에 상어가 자신의 내장을 먹는 장면을 묘사함으로써 잘 설명된다.
한스 크리스티안 안데르센의 동화에는 자연적 과정으로 인한 동물들의 고통과 인간에 의한 구조에 대한 묘사가 들어있다. "엄지 공주"의 주인공은 얼어붙은 제비 한 마리를 만난다. 엄지공주는 새와 그녀의 친구 두더지를 불쌍히 여긴다. "작은 새로 태어나는 건 참 비참한 일이야. 다행히도 내 자식 중 누구도, 짹짹거릴 수 밖에 없고 겨울이 올 때 굶어죽어야만 하는 새가 될 수 없어." 엄지공주는 제비가 사실 죽지 않았다는 것을 알게 되고 그들을 다시 건강하게 돌본다. "미운 오리 새끼"에서 혹독한 겨울 추위로 오리 새끼는 얼음 연못에서 얼어붙는다. 얼음을 깨고 집으로 데려가 소생시키는 농부에게 오리 새끼는 구조받는다.

#### 20세기
1923년에 출간된 책 Bambi, a Life in the Woods에서 펠릭스 살텐은 병든 어린 토끼가 까마귀에게 죽임당하고, 꿩과 오리가 여우에게 죽임당하고, 쥐가 올빼미에게 죽임당하고, 다람쥐가 자신의 가족이 포식자에 의해 죽임당하는 것을 설명하는 등 포식과 죽음이 끊이지 않는 세상을 묘사한다. 1942년 디즈니에 의해 각색된 밤비는 포식과 죽음이 더 이상 강조되지 않는 세계를 부정확하게 묘사하여 "아이들을 괴롭힐 수 있고 어른들이 피하고 싶어하는 트라우마와 어려움이 제거된 자연의 환상"을 만들어 냈다는 비판을 받았다. 영화판은 또한 인간이 방해하지 않는 자연을 밤비의 삶이 굶주림, 포식, 소 결핵, 만성 소모성 질병과 같은 현실 세계의 동료들이 일상적으로 겪는 많은 피해에 방해받지 않는 종간 우정으로 이뤄진 목가적인 장소로 비현실적으로 묘사했다는 비판을 받았다.
존 윈덤의 캐릭터 젤비는 1957년 저서 미드위치 뻐꾸기에서 자연을 "무자비하고 끔찍하며 믿을 수 없을 정도로 잔인한" 것으로 묘사하고 곤충의 삶은 "환상적인 공포의 복잡한 과정에 의해서만 유지된다"고 관찰한다. 리처드 애덤스는 1972년에 출간된 워터십 다운에서 동물들이 겨울에 겪는 고난과 가난한 인간이 겪는 고통을 비교하며 "새와 동물에게, 가난한 사람들에게와 같이 겨울은 또 다른 문제이다. 대부분의 야생동물과 마찬가지로 토끼도 고난을 겪는다." 애덤스는 또한 토끼가 겨울에 질병에 더 취약하다고 설명한다.
철학자 닉 보스트롬의 1994년 단편 소설 '골든'에서 향상된 골든 리트리버인 주인공 앨버트는 인간이 '건강한 생태계에 서식하는 개체의 고통을 무시하고 생태학적으로 미학적인 관점에서 자연을 관찰하는 것을 관찰한다. 앨버트는 또한 동물이 겪는 고통의 대부분이 자연적인 과정 때문이라는 것이 동물권 운동에서 금기시되고 있으며 "이 상황을 해결하기 위한 제안은 공상적으로 들릴 수 밖에 없지만, 내 꿈은 언젠가 지구에 태양이 떠오르고 모든 지각있는 생물이 기쁨으로 새로운 날을 맞이하는 것"이라고 주장한다.

#### 21세기
테리 프래쳇의 보이지 않는 학자에 등장하는 베티나리 경은 연설에서 연어가 어미 수달에 의해 산채로 먹히고 수달의 자녀들이 그 연어의 알들을 먹는 것을 목격한 적이 있다고 말한다. 그는 "어머니와 아이들을 잡아먹는 어머니와 아이들"을 "자연의 경이로움" 중 하나로 비꼬며, 악이 어떻게 "우주의 본질 자체에 내재돼있는지"를 보여주는 예로 든다. 이러한 악에 대한 묘사는 악이 우주의 특징으로 설계됐다는 생각에 대한 공포를 표현하기에 비전통적인 것으로 묘사됐다.

### 논픽션에서
애니 딜라드의 자연에 대한 견해는 팅커 크릭의 순례자와 홀리 더 펌에서 표현된 바와 같이 자연세계가 평화롭고 균형잡힌 것으로 묘사되는 전통적인 묘사에서 벗어난다. 대신 그녀는 자연을 내재적 잔인함과 폭력으로 특징되는 영역으로 제시하며, 생생한 이미지를 사용하여 포식, 기생, 죽음의 장면을 묘사한다. 딜라드는 신성함이 이 폭력과 분리돼있는 것이 아니라 그것과 얽혀있다는 생각을 탐구하며, 자연세계의 혼돈과 고통 속에 존재하는 내재적 신을 제안한다. 이 관점은 자연의 가혹한 현실과 독립적으로 존재하는 자비로운 신의 개념에 도전하여 독자가 무관심한 우주 내에서 신성한 존재의 가능성을 고려하도록 초대한다. 이러한 접근방식을 통해 딜라드의 작업은 신학적 탐구와 자연의 폭력에 대한 성찰을 혼합해 미국의 자연 글쓰기에 독특한 관점을 제공한다.

### 시에서

#### 고대
일리아드에서 호메로스는 수사슴의 비유를 사용하는데, 수사슴은 희생자로서 인간 사냥꾼에게 상처입고, 자칼에게 잡아먹히는데, 자칼 자신도 죽은 고기를 먹는 사자에 겁먹어 도망친다. Euenus의 것으로 생각되는 "제비와 메뚜기"라는 에피그램에서 시인은 제비가 메뚜기를 새끼에게 먹이는 것에 대해 쓰면서 말한다. "빨리 풀어 놓지 않을 것인가? 노래하는 자들이 노래하는 사람들의 입으로 멸망하는 것이 옳지도 공정하지도 아니하니라."

#### 중세
알마아리는 새들에게 물을 주는 친절에 대해 썼고, 무고한 동물들이 이 세계에서 겪는 고통을 치유하기 위해 행복을 경험할 미래가 있을지 추측했다. 루주미야트에서 그는 늑대에게 보내는 시를 포함시켰는데, 늑대는 "자신의 유혈죄를 의식했다면 차라리 태어나지 않았을 것"이다.

#### 18세기
1733년에 쓰여진 "On Poetry: A Rhapsody"에서 조너선 스위프트는 홉스가 모든 생물이 영원한 전쟁 상태에 존재한다는 것을 증명했다고 주장하며 이에 대한 증거로 다른 동물의 포식을 사용한다. 그는 이렇게 썼다: "적당한 크기의 고래는 끌어들여 / 청어 떼를 그의 위 아래로. / 거위와 함께하는 여우는 그의 배가 게걸스럽게 먹는다 / 늑대 한 마리는 천 마리의 양을 죽인다." 볼테르는 1756년에 출판된 "리스본 재앙에 관한 시"에서 포식에 대해 비슷한 묘사를 하며 "원소, 동물, 인간, 모든 것이 전쟁 중이다"라고 주장했다. 볼테르는 또한 "모든 동물은 살도록 선고받았고, / 모든 지각있는 것들은 동일한 엄격한 법에 의해 태어났고, / 나처럼 고통받고, 나처럼 죽는다"고 주장한다. 윌리엄 블레이크의 발라 혹은 네 조아스에서 에니온은 까마귀가 울부짖어도 동정을 받지 않는 것과 참새와 울새가 겨울에 굶어죽는 것을 관찰하면서 자연의 잔인함을 한탄한다. 에니온은 또한 늑대와 사자가 사랑의 상태로 번식하다가 새끼를 야생에 버리는 것, 거미가 거미줄을 만들기 위해 애쓰며 파리를 기다리나 새에게 잡아먹히는 것을 애도한다.

#### 19세기

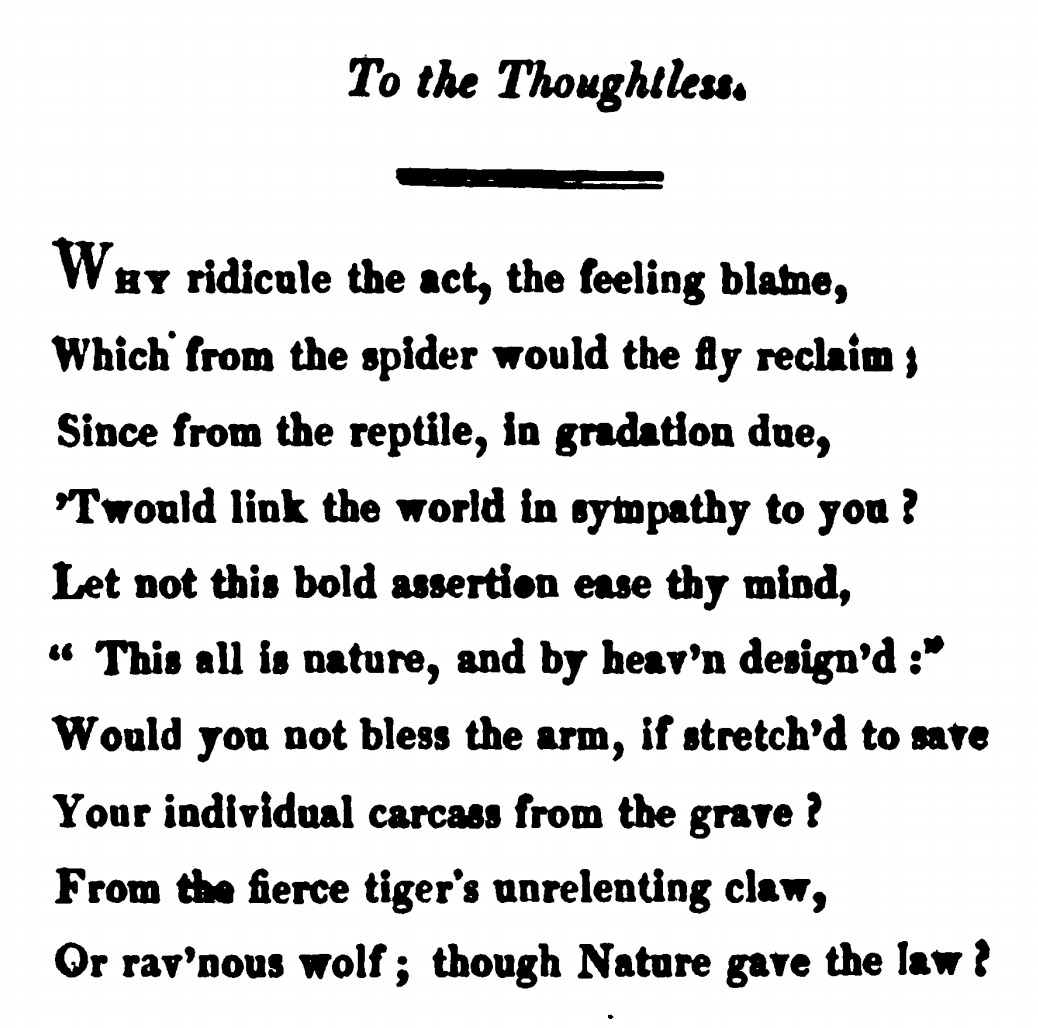
아이작 곰퍼츠의 1813년 시 "생각없는 이들에게"

에라스무스 다윈은 사후에 1803년 출판된 자연의 신전에서 서로 다른 동물들이 어떻게 서로를 잡아먹는지 설명하면서 생존을 위한 투쟁을 관찰한다. 그는 "하늘에서 쏜살같이 날아오르는 우뚝 솟은 독수리, / 무정하게 공격않는 비둘기를 찢어발긴다 ... 그의 빛나는 모습에 매료돼 살려주지 않으며, / 굶주린 나이팅게일은 빛나는 벌레다"라고 적고, 어떻게 보트파리와 같은 기생생물이  번식하여 새끼가 다른 동물의 살아있는 몸 안에서 잡아먹는지에 대해 적는다, 말하길: "쓰러진 오에스트루스는 재빨리 묻힌다 / 그녀의 무수한 새끼들은 사슴이나 황소나 말에 있다. / 굶주린 애벌레가 그들의 생활양식을 잡아먹고 / 온기에 부화하여 낮을 맞이한다." 그는 또한 세계를 "하나의 거대한 도살장"이라고 부른다. 각주에서 그는 인간이 언젠가 설탕을 기반으로 육식동물을 위한 식량 공급원을 만들 수 있을지 추측하며, 그 결과 "동물을 위한 식량은 물처럼 풍부해질 것이며, 그들은 서로를 잡아먹지 않고 지구에서 풀잎들처럼 두껍게 살 수 있을 것이며, 지역적 공간의 제한을 제외한 개체 수의 제한없이 살 수 있을 것"이라고 주장한다. 이 시는 에라스무스 다윈이 진화론을 어떻게 예측했는지를 보여주는 예시로 사용돼왔다.
루이스 곰퍼츠의 형제인 아이작 곰퍼츠는 1813년에 발표한 시 "생각없는 이들에게"에서 인간이 다른 동물을 소비하는 것이 자연에 의해 그렇게 설계됐기에 정당화된다는 주장을 비판하며, 독자로 하여금 자신이 동물에게 포식되는 것을 상상하고 포식이 자연법칙의 일부임에도 불구하고―거미의 공격을 받은 파리와 같은 동물들이 할 것처럼―자신의 생명을 구하고 싶은지 생각해보도록 초대한다. 1818년 시 "존 해밀턴 레이놀즈에게 보낸 서한"에서 존 키츠는 한 저녁에 그가 바다에 있었을 때 어떻게 그가 "바다 깊은 속에 모든 아가리가 / 더 큰 것이 더 작은 것을 잡아먹는 것"을 본 것을 존 해밀턴 레이놀즈에게 다시 말하며 세계의 중심에는 "영원한 맹렬한 파괴"가 존재한다고 관찰한다: "야만적인 먹이를 노리는 상어, 달려드는 매, / 표범처럼 온순한 울새, / 벌레를 굶주리는." 이 시는 에라스무스 다윈의 키츠에 대한 글의 예로 인용됐다.
1850년 앨프리드 테니슨은 "이빨과 발톱이 붉은 자연"이라는 표현을 포함한시 "인 메모리엄AHH"를 발표했다. 이 문구는 이후 자연에서의 고통의 정도를 지칭하는 약어로 일반적으로 사용됐다. 테니슨은 1855년에 발표한 시 "모드"에서 자연이 본질적으로 내포하고 있는 절도와 약탈 때문에 구제불능이라고 묘사했다. "자연은 약탈을 내포해 해악은 어떤 전도사도 치료할 수 없고, / 하루살이는 제비에게 찢기고, 참새는 때까치에게 관통당하고, / 내가 앉아있는 작은 숲은 모두 약탈과 먹이의 세계다." 에드윈 아놀드는 1879년에 출판된 왕자 고타마 붓다의 생애에 관한 서사시 아시아의 빛에서 왕자가 원래 자연의 "평화와 풍요로움"을 보았으나 자세히 살펴보니 "죽음 위의 삶. 그리하여 온당한 광경은 / 베일에 가려진 하나의 광대하고, 야만적이며, 냉혹한 음모 / 벌레에서 인간에 이르기까지의 상호 살인의."를 관찰했다고 묘사한다. 이 시에 묘사된 다윈주의의 투쟁은 불교의 전통이라기보단 아놀드의 주장에 더 가깝다는 주장이 있다.

#### 20세기
미국 시인 로빈슨 제퍼스의 시에는 "피투성이의 아버지"와 같은 자연 속의 폭력에 대한 묘사가 포함돼있다. "늑대의 이빨 외에 무엇이 그렇게 잘 베었을까 / 영양의 빠른 다리들을? / 두려움 외에 무엇이 새들에게 날개를 달아주고 굶주리게 할까 / 공포스런 눈들로 장식된 참새의 큰 머리를? / 폭력이 전세계의 가치들의 아버지여왔다." 그의 시 "Hurt Hawkes"에서 화자는 한때 강하고 활기찼던 매가 부상입고 이제 굶어죽는 암울한 운명에 직면하는 것을 지켜보는 것을 묘사한다.

## 같이 보기
- 동물 의식
- 반출생주의
- 고통의 문제
- 종차별주의
- 비거니즘